# Емануїл Ласкер
Емануї́л Ла́скер (також Емануель Ласкер, нім. Emanuel Lasker; 24 грудня 1868, Берлінхен, Пруссія, сучасне Західнопоморське воєводство, Польща — 11 січня 1941, Нью-Йорк) — німецький шахіст, математик і філософ. Другий чемпіон світу із шахів. Володів титулом 27 років — від 1894 до 1921 року, що є досі непобитим рекордом, і продовжував виступати на найвищому рівні до 68 років.
1894 року він став другим чемпіоном світу з шахів, перемігши Вільгельма Стейніца. Утримував титул чемпіона 27 років поспіль, що стало досягненням, яке досі ніхто не перевершив. Захищав свій титул шість разів: у матчі-реванші проти Вільгельма Стейніца, двічі проти Давида Яновського, проти Зігберта Тарраша, одного з найсильніших тоді претендентів на світове чемпіонство, Френка Маршалла, безперечно найсильнішого американського шахіста початку двадцятого століття, і зіграв матч унічию проти Карла Шлехтера. У цей час він також приголомшливо виграв турніри в Санкт-Петербурзі, Нюрнбернзі, Лондоні та Парижі. Шахіст виступав у турнірах найвищого рівня аж до 1940 року, ставши взірцем спортивного довголіття.
1933 року, коли до влади в Німеччині прийшли нацисти, Ласкер, єврей за походженням, змушений був покинути країну. Він виїхав спочатку до Англії, потім у СРСР і, зрештою, до Сполучені Штати Америки.
Ласкер володів універсальним стилем гри, однак його найсильнішими сторонами вважали позиційне чуття і ендшпіль. Багато біографів і дослідників називають Ласкера першовідкривачем психологічного підходу до шахів: вважають, що Ласкер часто був готовий піти на погіршення своєї позиції, щоб спрямувати гру у незручне для конкретного супротивника русло. Ця точка зору популярна і нині, хоча частина експертів вважає її помилкою і пояснює досягнення Ласкера глибоким розумінням шахів і вмінням оцінити плюси і мінуси того чи іншого продовження партії.
Упродовж своєї шахової кар'єри Ласкер неодноразово припиняв виступи на кілька років для занять математикою і філософією. 1901 року Ласкер захистив докторську дисертацію з математики, а його головним досягненням у математиці стала теорема, названа його ім'ям та ім'ям Еммі Нетер, яка узагальнює початковий результат Ласкера. Досліджував і грав, зокрема в покер і ґо, а також вигадав власну гру — «ласка» (різновид шашок). Крім того, Ласкер опублікував кілька філософських праць і літературних творів.

## Життєпис

### Юність і початок кар'єри
|   | a | b | c | d | e | f | g | h |   |
| 8 | a8 чорна тура · f8 чорна тура · g8 чорний король · b7 чорний слон · e7 чорний слон · f7 чорний пішак · g7 чорний пішак · h7 чорний пішак · a6 чорний пішак · b6 чорний пішак · c6 чорний ферзь · e6 чорний пішак · c5 чорний пішак · d5 чорний пішак · e5 білий слон · h5 чорний кінь · f4 білий пішак · b3 білий пішак · d3 білий слон · e3 білий пішак · a2 білий пішак · c2 білий пішак · d2 білий пішак · e2 білий ферзь · g2 білий пішак · h2 білий пішак · a1 біла тура · f1 біла тура · g1 білий король | a8 чорна тура · f8 чорна тура · g8 чорний король · b7 чорний слон · e7 чорний слон · f7 чорний пішак · g7 чорний пішак · h7 чорний пішак · a6 чорний пішак · b6 чорний пішак · c6 чорний ферзь · e6 чорний пішак · c5 чорний пішак · d5 чорний пішак · e5 білий слон · h5 чорний кінь · f4 білий пішак · b3 білий пішак · d3 білий слон · e3 білий пішак · a2 білий пішак · c2 білий пішак · d2 білий пішак · e2 білий ферзь · g2 білий пішак · h2 білий пішак · a1 біла тура · f1 біла тура · g1 білий король | a8 чорна тура · f8 чорна тура · g8 чорний король · b7 чорний слон · e7 чорний слон · f7 чорний пішак · g7 чорний пішак · h7 чорний пішак · a6 чорний пішак · b6 чорний пішак · c6 чорний ферзь · e6 чорний пішак · c5 чорний пішак · d5 чорний пішак · e5 білий слон · h5 чорний кінь · f4 білий пішак · b3 білий пішак · d3 білий слон · e3 білий пішак · a2 білий пішак · c2 білий пішак · d2 білий пішак · e2 білий ферзь · g2 білий пішак · h2 білий пішак · a1 біла тура · f1 біла тура · g1 білий король | a8 чорна тура · f8 чорна тура · g8 чорний король · b7 чорний слон · e7 чорний слон · f7 чорний пішак · g7 чорний пішак · h7 чорний пішак · a6 чорний пішак · b6 чорний пішак · c6 чорний ферзь · e6 чорний пішак · c5 чорний пішак · d5 чорний пішак · e5 білий слон · h5 чорний кінь · f4 білий пішак · b3 білий пішак · d3 білий слон · e3 білий пішак · a2 білий пішак · c2 білий пішак · d2 білий пішак · e2 білий ферзь · g2 білий пішак · h2 білий пішак · a1 біла тура · f1 біла тура · g1 білий король | a8 чорна тура · f8 чорна тура · g8 чорний король · b7 чорний слон · e7 чорний слон · f7 чорний пішак · g7 чорний пішак · h7 чорний пішак · a6 чорний пішак · b6 чорний пішак · c6 чорний ферзь · e6 чорний пішак · c5 чорний пішак · d5 чорний пішак · e5 білий слон · h5 чорний кінь · f4 білий пішак · b3 білий пішак · d3 білий слон · e3 білий пішак · a2 білий пішак · c2 білий пішак · d2 білий пішак · e2 білий ферзь · g2 білий пішак · h2 білий пішак · a1 біла тура · f1 біла тура · g1 білий король | a8 чорна тура · f8 чорна тура · g8 чорний король · b7 чорний слон · e7 чорний слон · f7 чорний пішак · g7 чорний пішак · h7 чорний пішак · a6 чорний пішак · b6 чорний пішак · c6 чорний ферзь · e6 чорний пішак · c5 чорний пішак · d5 чорний пішак · e5 білий слон · h5 чорний кінь · f4 білий пішак · b3 білий пішак · d3 білий слон · e3 білий пішак · a2 білий пішак · c2 білий пішак · d2 білий пішак · e2 білий ферзь · g2 білий пішак · h2 білий пішак · a1 біла тура · f1 біла тура · g1 білий король | a8 чорна тура · f8 чорна тура · g8 чорний король · b7 чорний слон · e7 чорний слон · f7 чорний пішак · g7 чорний пішак · h7 чорний пішак · a6 чорний пішак · b6 чорний пішак · c6 чорний ферзь · e6 чорний пішак · c5 чорний пішак · d5 чорний пішак · e5 білий слон · h5 чорний кінь · f4 білий пішак · b3 білий пішак · d3 білий слон · e3 білий пішак · a2 білий пішак · c2 білий пішак · d2 білий пішак · e2 білий ферзь · g2 білий пішак · h2 білий пішак · a1 біла тура · f1 біла тура · g1 білий король | a8 чорна тура · f8 чорна тура · g8 чорний король · b7 чорний слон · e7 чорний слон · f7 чорний пішак · g7 чорний пішак · h7 чорний пішак · a6 чорний пішак · b6 чорний пішак · c6 чорний ферзь · e6 чорний пішак · c5 чорний пішак · d5 чорний пішак · e5 білий слон · h5 чорний кінь · f4 білий пішак · b3 білий пішак · d3 білий слон · e3 білий пішак · a2 білий пішак · c2 білий пішак · d2 білий пішак · e2 білий ферзь · g2 білий пішак · h2 білий пішак · a1 біла тура · f1 біла тура · g1 білий король | 8 |
| 7 | a8 чорна тура · f8 чорна тура · g8 чорний король · b7 чорний слон · e7 чорний слон · f7 чорний пішак · g7 чорний пішак · h7 чорний пішак · a6 чорний пішак · b6 чорний пішак · c6 чорний ферзь · e6 чорний пішак · c5 чорний пішак · d5 чорний пішак · e5 білий слон · h5 чорний кінь · f4 білий пішак · b3 білий пішак · d3 білий слон · e3 білий пішак · a2 білий пішак · c2 білий пішак · d2 білий пішак · e2 білий ферзь · g2 білий пішак · h2 білий пішак · a1 біла тура · f1 біла тура · g1 білий король | a8 чорна тура · f8 чорна тура · g8 чорний король · b7 чорний слон · e7 чорний слон · f7 чорний пішак · g7 чорний пішак · h7 чорний пішак · a6 чорний пішак · b6 чорний пішак · c6 чорний ферзь · e6 чорний пішак · c5 чорний пішак · d5 чорний пішак · e5 білий слон · h5 чорний кінь · f4 білий пішак · b3 білий пішак · d3 білий слон · e3 білий пішак · a2 білий пішак · c2 білий пішак · d2 білий пішак · e2 білий ферзь · g2 білий пішак · h2 білий пішак · a1 біла тура · f1 біла тура · g1 білий король | a8 чорна тура · f8 чорна тура · g8 чорний король · b7 чорний слон · e7 чорний слон · f7 чорний пішак · g7 чорний пішак · h7 чорний пішак · a6 чорний пішак · b6 чорний пішак · c6 чорний ферзь · e6 чорний пішак · c5 чорний пішак · d5 чорний пішак · e5 білий слон · h5 чорний кінь · f4 білий пішак · b3 білий пішак · d3 білий слон · e3 білий пішак · a2 білий пішак · c2 білий пішак · d2 білий пішак · e2 білий ферзь · g2 білий пішак · h2 білий пішак · a1 біла тура · f1 біла тура · g1 білий король | a8 чорна тура · f8 чорна тура · g8 чорний король · b7 чорний слон · e7 чорний слон · f7 чорний пішак · g7 чорний пішак · h7 чорний пішак · a6 чорний пішак · b6 чорний пішак · c6 чорний ферзь · e6 чорний пішак · c5 чорний пішак · d5 чорний пішак · e5 білий слон · h5 чорний кінь · f4 білий пішак · b3 білий пішак · d3 білий слон · e3 білий пішак · a2 білий пішак · c2 білий пішак · d2 білий пішак · e2 білий ферзь · g2 білий пішак · h2 білий пішак · a1 біла тура · f1 біла тура · g1 білий король | a8 чорна тура · f8 чорна тура · g8 чорний король · b7 чорний слон · e7 чорний слон · f7 чорний пішак · g7 чорний пішак · h7 чорний пішак · a6 чорний пішак · b6 чорний пішак · c6 чорний ферзь · e6 чорний пішак · c5 чорний пішак · d5 чорний пішак · e5 білий слон · h5 чорний кінь · f4 білий пішак · b3 білий пішак · d3 білий слон · e3 білий пішак · a2 білий пішак · c2 білий пішак · d2 білий пішак · e2 білий ферзь · g2 білий пішак · h2 білий пішак · a1 біла тура · f1 біла тура · g1 білий король | a8 чорна тура · f8 чорна тура · g8 чорний король · b7 чорний слон · e7 чорний слон · f7 чорний пішак · g7 чорний пішак · h7 чорний пішак · a6 чорний пішак · b6 чорний пішак · c6 чорний ферзь · e6 чорний пішак · c5 чорний пішак · d5 чорний пішак · e5 білий слон · h5 чорний кінь · f4 білий пішак · b3 білий пішак · d3 білий слон · e3 білий пішак · a2 білий пішак · c2 білий пішак · d2 білий пішак · e2 білий ферзь · g2 білий пішак · h2 білий пішак · a1 біла тура · f1 біла тура · g1 білий король | a8 чорна тура · f8 чорна тура · g8 чорний король · b7 чорний слон · e7 чорний слон · f7 чорний пішак · g7 чорний пішак · h7 чорний пішак · a6 чорний пішак · b6 чорний пішак · c6 чорний ферзь · e6 чорний пішак · c5 чорний пішак · d5 чорний пішак · e5 білий слон · h5 чорний кінь · f4 білий пішак · b3 білий пішак · d3 білий слон · e3 білий пішак · a2 білий пішак · c2 білий пішак · d2 білий пішак · e2 білий ферзь · g2 білий пішак · h2 білий пішак · a1 біла тура · f1 біла тура · g1 білий король | a8 чорна тура · f8 чорна тура · g8 чорний король · b7 чорний слон · e7 чорний слон · f7 чорний пішак · g7 чорний пішак · h7 чорний пішак · a6 чорний пішак · b6 чорний пішак · c6 чорний ферзь · e6 чорний пішак · c5 чорний пішак · d5 чорний пішак · e5 білий слон · h5 чорний кінь · f4 білий пішак · b3 білий пішак · d3 білий слон · e3 білий пішак · a2 білий пішак · c2 білий пішак · d2 білий пішак · e2 білий ферзь · g2 білий пішак · h2 білий пішак · a1 біла тура · f1 біла тура · g1 білий король | 7 |
| 6 | a8 чорна тура · f8 чорна тура · g8 чорний король · b7 чорний слон · e7 чорний слон · f7 чорний пішак · g7 чорний пішак · h7 чорний пішак · a6 чорний пішак · b6 чорний пішак · c6 чорний ферзь · e6 чорний пішак · c5 чорний пішак · d5 чорний пішак · e5 білий слон · h5 чорний кінь · f4 білий пішак · b3 білий пішак · d3 білий слон · e3 білий пішак · a2 білий пішак · c2 білий пішак · d2 білий пішак · e2 білий ферзь · g2 білий пішак · h2 білий пішак · a1 біла тура · f1 біла тура · g1 білий король | a8 чорна тура · f8 чорна тура · g8 чорний король · b7 чорний слон · e7 чорний слон · f7 чорний пішак · g7 чорний пішак · h7 чорний пішак · a6 чорний пішак · b6 чорний пішак · c6 чорний ферзь · e6 чорний пішак · c5 чорний пішак · d5 чорний пішак · e5 білий слон · h5 чорний кінь · f4 білий пішак · b3 білий пішак · d3 білий слон · e3 білий пішак · a2 білий пішак · c2 білий пішак · d2 білий пішак · e2 білий ферзь · g2 білий пішак · h2 білий пішак · a1 біла тура · f1 біла тура · g1 білий король | a8 чорна тура · f8 чорна тура · g8 чорний король · b7 чорний слон · e7 чорний слон · f7 чорний пішак · g7 чорний пішак · h7 чорний пішак · a6 чорний пішак · b6 чорний пішак · c6 чорний ферзь · e6 чорний пішак · c5 чорний пішак · d5 чорний пішак · e5 білий слон · h5 чорний кінь · f4 білий пішак · b3 білий пішак · d3 білий слон · e3 білий пішак · a2 білий пішак · c2 білий пішак · d2 білий пішак · e2 білий ферзь · g2 білий пішак · h2 білий пішак · a1 біла тура · f1 біла тура · g1 білий король | a8 чорна тура · f8 чорна тура · g8 чорний король · b7 чорний слон · e7 чорний слон · f7 чорний пішак · g7 чорний пішак · h7 чорний пішак · a6 чорний пішак · b6 чорний пішак · c6 чорний ферзь · e6 чорний пішак · c5 чорний пішак · d5 чорний пішак · e5 білий слон · h5 чорний кінь · f4 білий пішак · b3 білий пішак · d3 білий слон · e3 білий пішак · a2 білий пішак · c2 білий пішак · d2 білий пішак · e2 білий ферзь · g2 білий пішак · h2 білий пішак · a1 біла тура · f1 біла тура · g1 білий король | a8 чорна тура · f8 чорна тура · g8 чорний король · b7 чорний слон · e7 чорний слон · f7 чорний пішак · g7 чорний пішак · h7 чорний пішак · a6 чорний пішак · b6 чорний пішак · c6 чорний ферзь · e6 чорний пішак · c5 чорний пішак · d5 чорний пішак · e5 білий слон · h5 чорний кінь · f4 білий пішак · b3 білий пішак · d3 білий слон · e3 білий пішак · a2 білий пішак · c2 білий пішак · d2 білий пішак · e2 білий ферзь · g2 білий пішак · h2 білий пішак · a1 біла тура · f1 біла тура · g1 білий король | a8 чорна тура · f8 чорна тура · g8 чорний король · b7 чорний слон · e7 чорний слон · f7 чорний пішак · g7 чорний пішак · h7 чорний пішак · a6 чорний пішак · b6 чорний пішак · c6 чорний ферзь · e6 чорний пішак · c5 чорний пішак · d5 чорний пішак · e5 білий слон · h5 чорний кінь · f4 білий пішак · b3 білий пішак · d3 білий слон · e3 білий пішак · a2 білий пішак · c2 білий пішак · d2 білий пішак · e2 білий ферзь · g2 білий пішак · h2 білий пішак · a1 біла тура · f1 біла тура · g1 білий король | a8 чорна тура · f8 чорна тура · g8 чорний король · b7 чорний слон · e7 чорний слон · f7 чорний пішак · g7 чорний пішак · h7 чорний пішак · a6 чорний пішак · b6 чорний пішак · c6 чорний ферзь · e6 чорний пішак · c5 чорний пішак · d5 чорний пішак · e5 білий слон · h5 чорний кінь · f4 білий пішак · b3 білий пішак · d3 білий слон · e3 білий пішак · a2 білий пішак · c2 білий пішак · d2 білий пішак · e2 білий ферзь · g2 білий пішак · h2 білий пішак · a1 біла тура · f1 біла тура · g1 білий король | a8 чорна тура · f8 чорна тура · g8 чорний король · b7 чорний слон · e7 чорний слон · f7 чорний пішак · g7 чорний пішак · h7 чорний пішак · a6 чорний пішак · b6 чорний пішак · c6 чорний ферзь · e6 чорний пішак · c5 чорний пішак · d5 чорний пішак · e5 білий слон · h5 чорний кінь · f4 білий пішак · b3 білий пішак · d3 білий слон · e3 білий пішак · a2 білий пішак · c2 білий пішак · d2 білий пішак · e2 білий ферзь · g2 білий пішак · h2 білий пішак · a1 біла тура · f1 біла тура · g1 білий король | 6 |
| 5 | a8 чорна тура · f8 чорна тура · g8 чорний король · b7 чорний слон · e7 чорний слон · f7 чорний пішак · g7 чорний пішак · h7 чорний пішак · a6 чорний пішак · b6 чорний пішак · c6 чорний ферзь · e6 чорний пішак · c5 чорний пішак · d5 чорний пішак · e5 білий слон · h5 чорний кінь · f4 білий пішак · b3 білий пішак · d3 білий слон · e3 білий пішак · a2 білий пішак · c2 білий пішак · d2 білий пішак · e2 білий ферзь · g2 білий пішак · h2 білий пішак · a1 біла тура · f1 біла тура · g1 білий король | a8 чорна тура · f8 чорна тура · g8 чорний король · b7 чорний слон · e7 чорний слон · f7 чорний пішак · g7 чорний пішак · h7 чорний пішак · a6 чорний пішак · b6 чорний пішак · c6 чорний ферзь · e6 чорний пішак · c5 чорний пішак · d5 чорний пішак · e5 білий слон · h5 чорний кінь · f4 білий пішак · b3 білий пішак · d3 білий слон · e3 білий пішак · a2 білий пішак · c2 білий пішак · d2 білий пішак · e2 білий ферзь · g2 білий пішак · h2 білий пішак · a1 біла тура · f1 біла тура · g1 білий король | a8 чорна тура · f8 чорна тура · g8 чорний король · b7 чорний слон · e7 чорний слон · f7 чорний пішак · g7 чорний пішак · h7 чорний пішак · a6 чорний пішак · b6 чорний пішак · c6 чорний ферзь · e6 чорний пішак · c5 чорний пішак · d5 чорний пішак · e5 білий слон · h5 чорний кінь · f4 білий пішак · b3 білий пішак · d3 білий слон · e3 білий пішак · a2 білий пішак · c2 білий пішак · d2 білий пішак · e2 білий ферзь · g2 білий пішак · h2 білий пішак · a1 біла тура · f1 біла тура · g1 білий король | a8 чорна тура · f8 чорна тура · g8 чорний король · b7 чорний слон · e7 чорний слон · f7 чорний пішак · g7 чорний пішак · h7 чорний пішак · a6 чорний пішак · b6 чорний пішак · c6 чорний ферзь · e6 чорний пішак · c5 чорний пішак · d5 чорний пішак · e5 білий слон · h5 чорний кінь · f4 білий пішак · b3 білий пішак · d3 білий слон · e3 білий пішак · a2 білий пішак · c2 білий пішак · d2 білий пішак · e2 білий ферзь · g2 білий пішак · h2 білий пішак · a1 біла тура · f1 біла тура · g1 білий король | a8 чорна тура · f8 чорна тура · g8 чорний король · b7 чорний слон · e7 чорний слон · f7 чорний пішак · g7 чорний пішак · h7 чорний пішак · a6 чорний пішак · b6 чорний пішак · c6 чорний ферзь · e6 чорний пішак · c5 чорний пішак · d5 чорний пішак · e5 білий слон · h5 чорний кінь · f4 білий пішак · b3 білий пішак · d3 білий слон · e3 білий пішак · a2 білий пішак · c2 білий пішак · d2 білий пішак · e2 білий ферзь · g2 білий пішак · h2 білий пішак · a1 біла тура · f1 біла тура · g1 білий король | a8 чорна тура · f8 чорна тура · g8 чорний король · b7 чорний слон · e7 чорний слон · f7 чорний пішак · g7 чорний пішак · h7 чорний пішак · a6 чорний пішак · b6 чорний пішак · c6 чорний ферзь · e6 чорний пішак · c5 чорний пішак · d5 чорний пішак · e5 білий слон · h5 чорний кінь · f4 білий пішак · b3 білий пішак · d3 білий слон · e3 білий пішак · a2 білий пішак · c2 білий пішак · d2 білий пішак · e2 білий ферзь · g2 білий пішак · h2 білий пішак · a1 біла тура · f1 біла тура · g1 білий король | a8 чорна тура · f8 чорна тура · g8 чорний король · b7 чорний слон · e7 чорний слон · f7 чорний пішак · g7 чорний пішак · h7 чорний пішак · a6 чорний пішак · b6 чорний пішак · c6 чорний ферзь · e6 чорний пішак · c5 чорний пішак · d5 чорний пішак · e5 білий слон · h5 чорний кінь · f4 білий пішак · b3 білий пішак · d3 білий слон · e3 білий пішак · a2 білий пішак · c2 білий пішак · d2 білий пішак · e2 білий ферзь · g2 білий пішак · h2 білий пішак · a1 біла тура · f1 біла тура · g1 білий король | a8 чорна тура · f8 чорна тура · g8 чорний король · b7 чорний слон · e7 чорний слон · f7 чорний пішак · g7 чорний пішак · h7 чорний пішак · a6 чорний пішак · b6 чорний пішак · c6 чорний ферзь · e6 чорний пішак · c5 чорний пішак · d5 чорний пішак · e5 білий слон · h5 чорний кінь · f4 білий пішак · b3 білий пішак · d3 білий слон · e3 білий пішак · a2 білий пішак · c2 білий пішак · d2 білий пішак · e2 білий ферзь · g2 білий пішак · h2 білий пішак · a1 біла тура · f1 біла тура · g1 білий король | 5 |
| 4 | a8 чорна тура · f8 чорна тура · g8 чорний король · b7 чорний слон · e7 чорний слон · f7 чорний пішак · g7 чорний пішак · h7 чорний пішак · a6 чорний пішак · b6 чорний пішак · c6 чорний ферзь · e6 чорний пішак · c5 чорний пішак · d5 чорний пішак · e5 білий слон · h5 чорний кінь · f4 білий пішак · b3 білий пішак · d3 білий слон · e3 білий пішак · a2 білий пішак · c2 білий пішак · d2 білий пішак · e2 білий ферзь · g2 білий пішак · h2 білий пішак · a1 біла тура · f1 біла тура · g1 білий король | a8 чорна тура · f8 чорна тура · g8 чорний король · b7 чорний слон · e7 чорний слон · f7 чорний пішак · g7 чорний пішак · h7 чорний пішак · a6 чорний пішак · b6 чорний пішак · c6 чорний ферзь · e6 чорний пішак · c5 чорний пішак · d5 чорний пішак · e5 білий слон · h5 чорний кінь · f4 білий пішак · b3 білий пішак · d3 білий слон · e3 білий пішак · a2 білий пішак · c2 білий пішак · d2 білий пішак · e2 білий ферзь · g2 білий пішак · h2 білий пішак · a1 біла тура · f1 біла тура · g1 білий король | a8 чорна тура · f8 чорна тура · g8 чорний король · b7 чорний слон · e7 чорний слон · f7 чорний пішак · g7 чорний пішак · h7 чорний пішак · a6 чорний пішак · b6 чорний пішак · c6 чорний ферзь · e6 чорний пішак · c5 чорний пішак · d5 чорний пішак · e5 білий слон · h5 чорний кінь · f4 білий пішак · b3 білий пішак · d3 білий слон · e3 білий пішак · a2 білий пішак · c2 білий пішак · d2 білий пішак · e2 білий ферзь · g2 білий пішак · h2 білий пішак · a1 біла тура · f1 біла тура · g1 білий король | a8 чорна тура · f8 чорна тура · g8 чорний король · b7 чорний слон · e7 чорний слон · f7 чорний пішак · g7 чорний пішак · h7 чорний пішак · a6 чорний пішак · b6 чорний пішак · c6 чорний ферзь · e6 чорний пішак · c5 чорний пішак · d5 чорний пішак · e5 білий слон · h5 чорний кінь · f4 білий пішак · b3 білий пішак · d3 білий слон · e3 білий пішак · a2 білий пішак · c2 білий пішак · d2 білий пішак · e2 білий ферзь · g2 білий пішак · h2 білий пішак · a1 біла тура · f1 біла тура · g1 білий король | a8 чорна тура · f8 чорна тура · g8 чорний король · b7 чорний слон · e7 чорний слон · f7 чорний пішак · g7 чорний пішак · h7 чорний пішак · a6 чорний пішак · b6 чорний пішак · c6 чорний ферзь · e6 чорний пішак · c5 чорний пішак · d5 чорний пішак · e5 білий слон · h5 чорний кінь · f4 білий пішак · b3 білий пішак · d3 білий слон · e3 білий пішак · a2 білий пішак · c2 білий пішак · d2 білий пішак · e2 білий ферзь · g2 білий пішак · h2 білий пішак · a1 біла тура · f1 біла тура · g1 білий король | a8 чорна тура · f8 чорна тура · g8 чорний король · b7 чорний слон · e7 чорний слон · f7 чорний пішак · g7 чорний пішак · h7 чорний пішак · a6 чорний пішак · b6 чорний пішак · c6 чорний ферзь · e6 чорний пішак · c5 чорний пішак · d5 чорний пішак · e5 білий слон · h5 чорний кінь · f4 білий пішак · b3 білий пішак · d3 білий слон · e3 білий пішак · a2 білий пішак · c2 білий пішак · d2 білий пішак · e2 білий ферзь · g2 білий пішак · h2 білий пішак · a1 біла тура · f1 біла тура · g1 білий король | a8 чорна тура · f8 чорна тура · g8 чорний король · b7 чорний слон · e7 чорний слон · f7 чорний пішак · g7 чорний пішак · h7 чорний пішак · a6 чорний пішак · b6 чорний пішак · c6 чорний ферзь · e6 чорний пішак · c5 чорний пішак · d5 чорний пішак · e5 білий слон · h5 чорний кінь · f4 білий пішак · b3 білий пішак · d3 білий слон · e3 білий пішак · a2 білий пішак · c2 білий пішак · d2 білий пішак · e2 білий ферзь · g2 білий пішак · h2 білий пішак · a1 біла тура · f1 біла тура · g1 білий король | a8 чорна тура · f8 чорна тура · g8 чорний король · b7 чорний слон · e7 чорний слон · f7 чорний пішак · g7 чорний пішак · h7 чорний пішак · a6 чорний пішак · b6 чорний пішак · c6 чорний ферзь · e6 чорний пішак · c5 чорний пішак · d5 чорний пішак · e5 білий слон · h5 чорний кінь · f4 білий пішак · b3 білий пішак · d3 білий слон · e3 білий пішак · a2 білий пішак · c2 білий пішак · d2 білий пішак · e2 білий ферзь · g2 білий пішак · h2 білий пішак · a1 біла тура · f1 біла тура · g1 білий король | 4 |
| 3 | a8 чорна тура · f8 чорна тура · g8 чорний король · b7 чорний слон · e7 чорний слон · f7 чорний пішак · g7 чорний пішак · h7 чорний пішак · a6 чорний пішак · b6 чорний пішак · c6 чорний ферзь · e6 чорний пішак · c5 чорний пішак · d5 чорний пішак · e5 білий слон · h5 чорний кінь · f4 білий пішак · b3 білий пішак · d3 білий слон · e3 білий пішак · a2 білий пішак · c2 білий пішак · d2 білий пішак · e2 білий ферзь · g2 білий пішак · h2 білий пішак · a1 біла тура · f1 біла тура · g1 білий король | a8 чорна тура · f8 чорна тура · g8 чорний король · b7 чорний слон · e7 чорний слон · f7 чорний пішак · g7 чорний пішак · h7 чорний пішак · a6 чорний пішак · b6 чорний пішак · c6 чорний ферзь · e6 чорний пішак · c5 чорний пішак · d5 чорний пішак · e5 білий слон · h5 чорний кінь · f4 білий пішак · b3 білий пішак · d3 білий слон · e3 білий пішак · a2 білий пішак · c2 білий пішак · d2 білий пішак · e2 білий ферзь · g2 білий пішак · h2 білий пішак · a1 біла тура · f1 біла тура · g1 білий король | a8 чорна тура · f8 чорна тура · g8 чорний король · b7 чорний слон · e7 чорний слон · f7 чорний пішак · g7 чорний пішак · h7 чорний пішак · a6 чорний пішак · b6 чорний пішак · c6 чорний ферзь · e6 чорний пішак · c5 чорний пішак · d5 чорний пішак · e5 білий слон · h5 чорний кінь · f4 білий пішак · b3 білий пішак · d3 білий слон · e3 білий пішак · a2 білий пішак · c2 білий пішак · d2 білий пішак · e2 білий ферзь · g2 білий пішак · h2 білий пішак · a1 біла тура · f1 біла тура · g1 білий король | a8 чорна тура · f8 чорна тура · g8 чорний король · b7 чорний слон · e7 чорний слон · f7 чорний пішак · g7 чорний пішак · h7 чорний пішак · a6 чорний пішак · b6 чорний пішак · c6 чорний ферзь · e6 чорний пішак · c5 чорний пішак · d5 чорний пішак · e5 білий слон · h5 чорний кінь · f4 білий пішак · b3 білий пішак · d3 білий слон · e3 білий пішак · a2 білий пішак · c2 білий пішак · d2 білий пішак · e2 білий ферзь · g2 білий пішак · h2 білий пішак · a1 біла тура · f1 біла тура · g1 білий король | a8 чорна тура · f8 чорна тура · g8 чорний король · b7 чорний слон · e7 чорний слон · f7 чорний пішак · g7 чорний пішак · h7 чорний пішак · a6 чорний пішак · b6 чорний пішак · c6 чорний ферзь · e6 чорний пішак · c5 чорний пішак · d5 чорний пішак · e5 білий слон · h5 чорний кінь · f4 білий пішак · b3 білий пішак · d3 білий слон · e3 білий пішак · a2 білий пішак · c2 білий пішак · d2 білий пішак · e2 білий ферзь · g2 білий пішак · h2 білий пішак · a1 біла тура · f1 біла тура · g1 білий король | a8 чорна тура · f8 чорна тура · g8 чорний король · b7 чорний слон · e7 чорний слон · f7 чорний пішак · g7 чорний пішак · h7 чорний пішак · a6 чорний пішак · b6 чорний пішак · c6 чорний ферзь · e6 чорний пішак · c5 чорний пішак · d5 чорний пішак · e5 білий слон · h5 чорний кінь · f4 білий пішак · b3 білий пішак · d3 білий слон · e3 білий пішак · a2 білий пішак · c2 білий пішак · d2 білий пішак · e2 білий ферзь · g2 білий пішак · h2 білий пішак · a1 біла тура · f1 біла тура · g1 білий король | a8 чорна тура · f8 чорна тура · g8 чорний король · b7 чорний слон · e7 чорний слон · f7 чорний пішак · g7 чорний пішак · h7 чорний пішак · a6 чорний пішак · b6 чорний пішак · c6 чорний ферзь · e6 чорний пішак · c5 чорний пішак · d5 чорний пішак · e5 білий слон · h5 чорний кінь · f4 білий пішак · b3 білий пішак · d3 білий слон · e3 білий пішак · a2 білий пішак · c2 білий пішак · d2 білий пішак · e2 білий ферзь · g2 білий пішак · h2 білий пішак · a1 біла тура · f1 біла тура · g1 білий король | a8 чорна тура · f8 чорна тура · g8 чорний король · b7 чорний слон · e7 чорний слон · f7 чорний пішак · g7 чорний пішак · h7 чорний пішак · a6 чорний пішак · b6 чорний пішак · c6 чорний ферзь · e6 чорний пішак · c5 чорний пішак · d5 чорний пішак · e5 білий слон · h5 чорний кінь · f4 білий пішак · b3 білий пішак · d3 білий слон · e3 білий пішак · a2 білий пішак · c2 білий пішак · d2 білий пішак · e2 білий ферзь · g2 білий пішак · h2 білий пішак · a1 біла тура · f1 біла тура · g1 білий король | 3 |
| 2 | a8 чорна тура · f8 чорна тура · g8 чорний король · b7 чорний слон · e7 чорний слон · f7 чорний пішак · g7 чорний пішак · h7 чорний пішак · a6 чорний пішак · b6 чорний пішак · c6 чорний ферзь · e6 чорний пішак · c5 чорний пішак · d5 чорний пішак · e5 білий слон · h5 чорний кінь · f4 білий пішак · b3 білий пішак · d3 білий слон · e3 білий пішак · a2 білий пішак · c2 білий пішак · d2 білий пішак · e2 білий ферзь · g2 білий пішак · h2 білий пішак · a1 біла тура · f1 біла тура · g1 білий король | a8 чорна тура · f8 чорна тура · g8 чорний король · b7 чорний слон · e7 чорний слон · f7 чорний пішак · g7 чорний пішак · h7 чорний пішак · a6 чорний пішак · b6 чорний пішак · c6 чорний ферзь · e6 чорний пішак · c5 чорний пішак · d5 чорний пішак · e5 білий слон · h5 чорний кінь · f4 білий пішак · b3 білий пішак · d3 білий слон · e3 білий пішак · a2 білий пішак · c2 білий пішак · d2 білий пішак · e2 білий ферзь · g2 білий пішак · h2 білий пішак · a1 біла тура · f1 біла тура · g1 білий король | a8 чорна тура · f8 чорна тура · g8 чорний король · b7 чорний слон · e7 чорний слон · f7 чорний пішак · g7 чорний пішак · h7 чорний пішак · a6 чорний пішак · b6 чорний пішак · c6 чорний ферзь · e6 чорний пішак · c5 чорний пішак · d5 чорний пішак · e5 білий слон · h5 чорний кінь · f4 білий пішак · b3 білий пішак · d3 білий слон · e3 білий пішак · a2 білий пішак · c2 білий пішак · d2 білий пішак · e2 білий ферзь · g2 білий пішак · h2 білий пішак · a1 біла тура · f1 біла тура · g1 білий король | a8 чорна тура · f8 чорна тура · g8 чорний король · b7 чорний слон · e7 чорний слон · f7 чорний пішак · g7 чорний пішак · h7 чорний пішак · a6 чорний пішак · b6 чорний пішак · c6 чорний ферзь · e6 чорний пішак · c5 чорний пішак · d5 чорний пішак · e5 білий слон · h5 чорний кінь · f4 білий пішак · b3 білий пішак · d3 білий слон · e3 білий пішак · a2 білий пішак · c2 білий пішак · d2 білий пішак · e2 білий ферзь · g2 білий пішак · h2 білий пішак · a1 біла тура · f1 біла тура · g1 білий король | a8 чорна тура · f8 чорна тура · g8 чорний король · b7 чорний слон · e7 чорний слон · f7 чорний пішак · g7 чорний пішак · h7 чорний пішак · a6 чорний пішак · b6 чорний пішак · c6 чорний ферзь · e6 чорний пішак · c5 чорний пішак · d5 чорний пішак · e5 білий слон · h5 чорний кінь · f4 білий пішак · b3 білий пішак · d3 білий слон · e3 білий пішак · a2 білий пішак · c2 білий пішак · d2 білий пішак · e2 білий ферзь · g2 білий пішак · h2 білий пішак · a1 біла тура · f1 біла тура · g1 білий король | a8 чорна тура · f8 чорна тура · g8 чорний король · b7 чорний слон · e7 чорний слон · f7 чорний пішак · g7 чорний пішак · h7 чорний пішак · a6 чорний пішак · b6 чорний пішак · c6 чорний ферзь · e6 чорний пішак · c5 чорний пішак · d5 чорний пішак · e5 білий слон · h5 чорний кінь · f4 білий пішак · b3 білий пішак · d3 білий слон · e3 білий пішак · a2 білий пішак · c2 білий пішак · d2 білий пішак · e2 білий ферзь · g2 білий пішак · h2 білий пішак · a1 біла тура · f1 біла тура · g1 білий король | a8 чорна тура · f8 чорна тура · g8 чорний король · b7 чорний слон · e7 чорний слон · f7 чорний пішак · g7 чорний пішак · h7 чорний пішак · a6 чорний пішак · b6 чорний пішак · c6 чорний ферзь · e6 чорний пішак · c5 чорний пішак · d5 чорний пішак · e5 білий слон · h5 чорний кінь · f4 білий пішак · b3 білий пішак · d3 білий слон · e3 білий пішак · a2 білий пішак · c2 білий пішак · d2 білий пішак · e2 білий ферзь · g2 білий пішак · h2 білий пішак · a1 біла тура · f1 біла тура · g1 білий король | a8 чорна тура · f8 чорна тура · g8 чорний король · b7 чорний слон · e7 чорний слон · f7 чорний пішак · g7 чорний пішак · h7 чорний пішак · a6 чорний пішак · b6 чорний пішак · c6 чорний ферзь · e6 чорний пішак · c5 чорний пішак · d5 чорний пішак · e5 білий слон · h5 чорний кінь · f4 білий пішак · b3 білий пішак · d3 білий слон · e3 білий пішак · a2 білий пішак · c2 білий пішак · d2 білий пішак · e2 білий ферзь · g2 білий пішак · h2 білий пішак · a1 біла тура · f1 біла тура · g1 білий король | 2 |
| 1 | a8 чорна тура · f8 чорна тура · g8 чорний король · b7 чорний слон · e7 чорний слон · f7 чорний пішак · g7 чорний пішак · h7 чорний пішак · a6 чорний пішак · b6 чорний пішак · c6 чорний ферзь · e6 чорний пішак · c5 чорний пішак · d5 чорний пішак · e5 білий слон · h5 чорний кінь · f4 білий пішак · b3 білий пішак · d3 білий слон · e3 білий пішак · a2 білий пішак · c2 білий пішак · d2 білий пішак · e2 білий ферзь · g2 білий пішак · h2 білий пішак · a1 біла тура · f1 біла тура · g1 білий король | a8 чорна тура · f8 чорна тура · g8 чорний король · b7 чорний слон · e7 чорний слон · f7 чорний пішак · g7 чорний пішак · h7 чорний пішак · a6 чорний пішак · b6 чорний пішак · c6 чорний ферзь · e6 чорний пішак · c5 чорний пішак · d5 чорний пішак · e5 білий слон · h5 чорний кінь · f4 білий пішак · b3 білий пішак · d3 білий слон · e3 білий пішак · a2 білий пішак · c2 білий пішак · d2 білий пішак · e2 білий ферзь · g2 білий пішак · h2 білий пішак · a1 біла тура · f1 біла тура · g1 білий король | a8 чорна тура · f8 чорна тура · g8 чорний король · b7 чорний слон · e7 чорний слон · f7 чорний пішак · g7 чорний пішак · h7 чорний пішак · a6 чорний пішак · b6 чорний пішак · c6 чорний ферзь · e6 чорний пішак · c5 чорний пішак · d5 чорний пішак · e5 білий слон · h5 чорний кінь · f4 білий пішак · b3 білий пішак · d3 білий слон · e3 білий пішак · a2 білий пішак · c2 білий пішак · d2 білий пішак · e2 білий ферзь · g2 білий пішак · h2 білий пішак · a1 біла тура · f1 біла тура · g1 білий король | a8 чорна тура · f8 чорна тура · g8 чорний король · b7 чорний слон · e7 чорний слон · f7 чорний пішак · g7 чорний пішак · h7 чорний пішак · a6 чорний пішак · b6 чорний пішак · c6 чорний ферзь · e6 чорний пішак · c5 чорний пішак · d5 чорний пішак · e5 білий слон · h5 чорний кінь · f4 білий пішак · b3 білий пішак · d3 білий слон · e3 білий пішак · a2 білий пішак · c2 білий пішак · d2 білий пішак · e2 білий ферзь · g2 білий пішак · h2 білий пішак · a1 біла тура · f1 біла тура · g1 білий король | a8 чорна тура · f8 чорна тура · g8 чорний король · b7 чорний слон · e7 чорний слон · f7 чорний пішак · g7 чорний пішак · h7 чорний пішак · a6 чорний пішак · b6 чорний пішак · c6 чорний ферзь · e6 чорний пішак · c5 чорний пішак · d5 чорний пішак · e5 білий слон · h5 чорний кінь · f4 білий пішак · b3 білий пішак · d3 білий слон · e3 білий пішак · a2 білий пішак · c2 білий пішак · d2 білий пішак · e2 білий ферзь · g2 білий пішак · h2 білий пішак · a1 біла тура · f1 біла тура · g1 білий король | a8 чорна тура · f8 чорна тура · g8 чорний король · b7 чорний слон · e7 чорний слон · f7 чорний пішак · g7 чорний пішак · h7 чорний пішак · a6 чорний пішак · b6 чорний пішак · c6 чорний ферзь · e6 чорний пішак · c5 чорний пішак · d5 чорний пішак · e5 білий слон · h5 чорний кінь · f4 білий пішак · b3 білий пішак · d3 білий слон · e3 білий пішак · a2 білий пішак · c2 білий пішак · d2 білий пішак · e2 білий ферзь · g2 білий пішак · h2 білий пішак · a1 біла тура · f1 біла тура · g1 білий король | a8 чорна тура · f8 чорна тура · g8 чорний король · b7 чорний слон · e7 чорний слон · f7 чорний пішак · g7 чорний пішак · h7 чорний пішак · a6 чорний пішак · b6 чорний пішак · c6 чорний ферзь · e6 чорний пішак · c5 чорний пішак · d5 чорний пішак · e5 білий слон · h5 чорний кінь · f4 білий пішак · b3 білий пішак · d3 білий слон · e3 білий пішак · a2 білий пішак · c2 білий пішак · d2 білий пішак · e2 білий ферзь · g2 білий пішак · h2 білий пішак · a1 біла тура · f1 біла тура · g1 білий король | a8 чорна тура · f8 чорна тура · g8 чорний король · b7 чорний слон · e7 чорний слон · f7 чорний пішак · g7 чорний пішак · h7 чорний пішак · a6 чорний пішак · b6 чорний пішак · c6 чорний ферзь · e6 чорний пішак · c5 чорний пішак · d5 чорний пішак · e5 білий слон · h5 чорний кінь · f4 білий пішак · b3 білий пішак · d3 білий слон · e3 білий пішак · a2 білий пішак · c2 білий пішак · d2 білий пішак · e2 білий ферзь · g2 білий пішак · h2 білий пішак · a1 біла тура · f1 біла тура · g1 білий король | 1 |
|   | a | b | c | d | e | f | g | h |   |

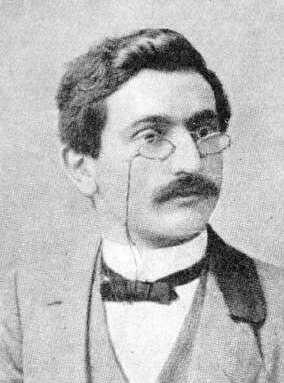
Ласкер в молодості

15.С:h7+ Кр:h7 16.Ф:h5+ Крg8 17.С:g7 Кр:g7 18.Фg4+ Крh7 19.Тf3 e5 20.Тh3+ Фh6 21.Т:h6+ Кр:h6 22.Фd7 Білі здобули вирішальну матеріальну перевагу і невдовзі перемогли.
Ласкер народився 24 грудня 1868 року в прусському містечку Берлінген (нині Барлінек, Польща) біля Бранденбурга в єврейській родині. Його батько був синагогальним кантором, а дід — рабином. В 11 років Емануель переїхав у Берлін до старшого брата Бертольда, щоб вивчати математику. Бертольд, сам сильний шахіст, навчив грі Емануеля, потім той став вдосконалюватися самостійно за популярним підручником Дюфреня. Пізніше Ласкер почав заробляти гроші, граючи на ставку в кафе. 1888 року він закінчив гімназію і вступив на математичний факультет Берлінського університету. Тоді почав брати участь у шахових турнірах.
1889 року Ласкер виграв турнір у Берліні і побічний турнір 6-го конгресу Німецького шахового союзу в Бреслау (сучасний Вроцлав), а також посів друге місце в Амстердамі позаду Берна, але попереду Гунсберга і Мезона. В Амстердамі Ласкер виграв знамениту партію у Йоганна Бауера, застосувавши комбінацію, яку пізніше названо на честь цієї партії — жертвою обох слонів білі зруйнували укриття чорного короля.
Повернувшись до Берліна, Ласкер виграв матчі проти Курта фон Барделебена (+2 -1 =1) і Жака Мізеса (+5 -0 =3), потім зіграв у Лондоні матчі з Бердом (+7 -2 =3) і Енґлішем (+2 -0 =3). У 1891 році Ласкер переїхав до Великої Британії. Наступного року він виграв два турніри в Лондоні за участю найсильніших британських шахістів і матчі проти Дж. Блекберна (+6 -0 =4) і Берда (+5 -0 =0). Наприкінці 1892 року Ласкер надіслав виклик на матч Зіґберту Таррашу, одному з найсильніших гравців світу, який тільки що виграв турнір у Дрездені. Тарраш відмовився, сказавши, що готовий грати з Ласкером не раніше, ніж той здобуде перемогу на великому міжнародному турнірі. Після цього Ласкер поїхав на гастролі в США; протягом 1893 року він посів 1-ше місце на турнірі майстрів у Нью-Йорку, вигравши всі 13 партій і випередивши Альбіна на 4½ очка, і обіграв у матчі Джексона Шовальтера з рахунком 7:3 (+6 -2 =2).

### Завоювання титулу

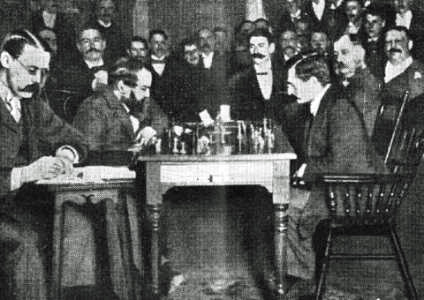
Стейніц (ліворуч) і Ласкер у матчі на першість світу, 1894 рік

Успішні виступи дозволили Ласкеру викликати на матч на першість світу Вільгельма Стейніца. Матч проходив з 15 березня по 26 травня 1894 року в Нью-Йорку, Філадельфії і Монреалі, переможцем ставав той, хто першим виграє десять партій. Після перших шести партій рахунок був рівний (по дві перемоги у кожної зі сторін), переломною стала сьома партія, яку Ласкер виграв у гострій боротьбі. Потім він здобув чотири перемоги поспіль, а вирішальне очко здобув у 19-й партії. У цілому завоювання чемпіонського титулу виявилося для Ласкера несподівано легким. Багато сучасників вважали, що важливу роль відіграв вік Стейніца (йому було вже 58 років), а сам Стейніц скаржився на безсоння. Однак, на думку Крамника, Ласкер переміг, оскільки набагато глибше за Стейніца розумів шахи і взагалі в цьому випередив свій час.

### Чемпіон світу

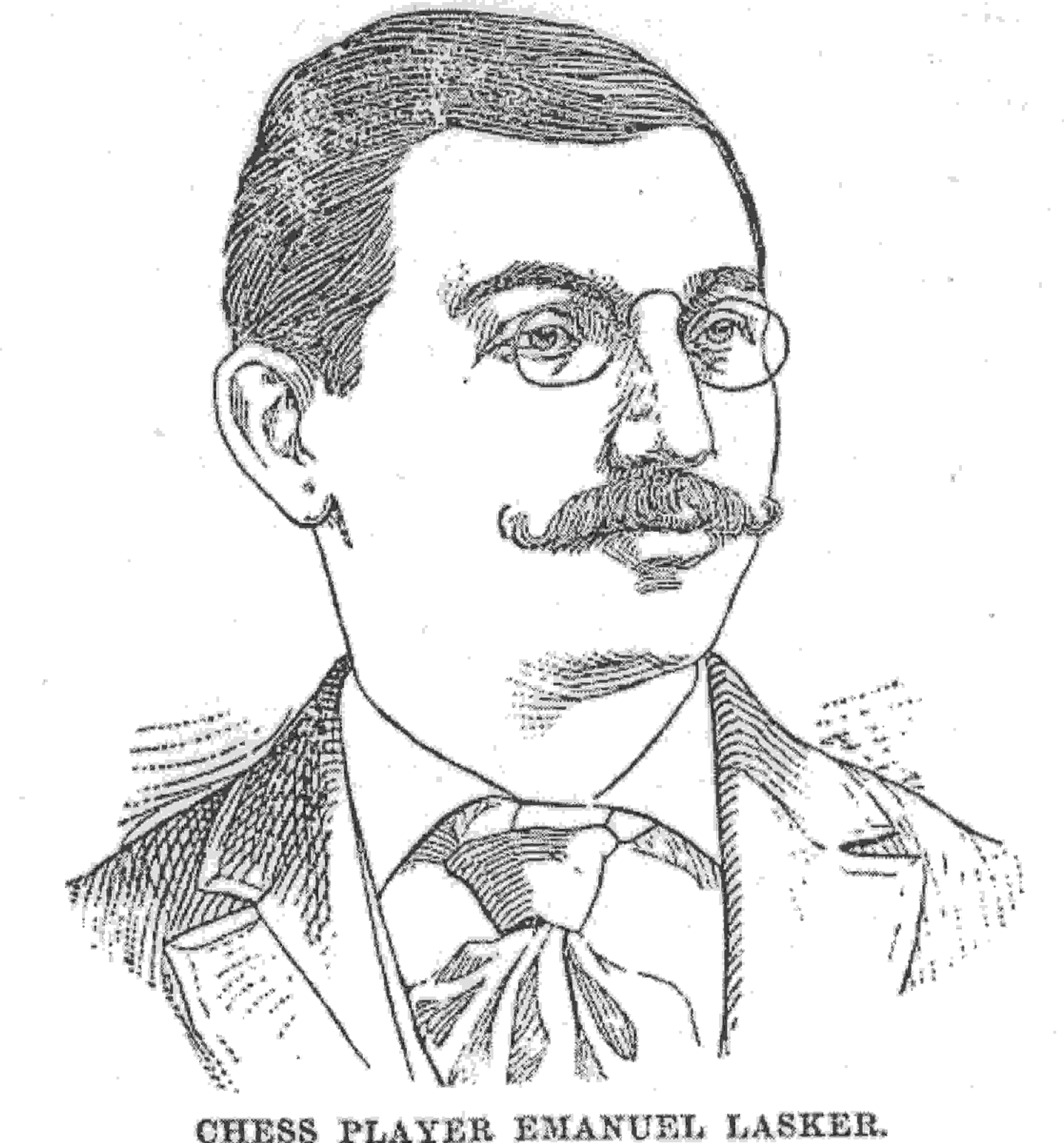
Шарж на Емануеля Ласкера. 1894

Наступні виступи на змаганнях підтвердили високий клас гри Ласкера. На гастінгському турнірі (1895) за участю Стейніца, М. Чигоріна, Блекберна та інших знаменитих гравців Ласкер посів третє місце, і це попри те, що він не до кінця відійшов від недавно перенесеного черевного тифу. За три тури до кінця Ласкер лідирував, але кінцівку турніру сильно провів молодий Гаррі Пільсбері, який і став першим, а Ласкер, поступившись Таррашу, опустився на третє місце (друге залишилося за Чигоріним). У Петербурзі (1895—1896) Ласкер виграв четверний турнір у 6 кіл (брали участь Ласкер, Стейніц, Пільсбері і Чигорін), а в Нюрнберзі переміг на турнірі за участю Стейніца і ще 18 шахістів, зокрема всіх основних претендентів на звання чемпіона світу. У листопаді 1896 року — січні 1897 року в Москві відбувся матч-реванш проти Стейніца, який закінчився впевненою перемогою Ласкера (+10 -2 =5). На наступному турнірі (Париж, 1900) Ласкер за дуже сильного складу переміг з результатом 14½ з 16. Пільсбері був другим, відставши на два очка, а третє і четверте місця поділили Маршалл і Мароці.
Після паризького турніру Ласкер повернувся в Університет Ерлангена—Нюрнберга, щоб закінчити освіту. 1902 року він захистив докторську дисертацію. Ласкер продовжив виступати на турнірах лише в 1904 році — в Кембридж-Спрінгс (США) він програв дві партії на старті і в підсумку поділив друге місце з Яновським, і то лише завдяки перемозі в очній зустрічі в останньому турі. Виграв турнір американський шахіст Френк Маршалл, для якого ця перемога стала найвищим досягненням. 1904 року Ласкер також почав видавати журнал «Lasker's Chess Magazine». Номери виходили раз на півроку, останній (здвоєний восьмий і дев'ятий) — у січні 1909 року.
У 1902 році Ласкер познайомився в Берліні з Мартою Кон, уродженої Бамбергер, дружиною власника фабрики музичних інструментів Еміля Кона. Марта походила з династії банкірів єврейського походження, а по материнській лінії була онукою композитора Джакомо Меєрбера. Емануїл і Марта відразу перейнялися один до одного симпатією, але Марта не побажала піти від чоловіка, який був серйозно хворий. Лише 1911 року, коли Еміль Кон помер, Марта вийшла заміж за Ласкера. Вони прожили разом все життя, Марта слідувала за чоловіком, піклувалася про нього, постійно була присутня на змаганнях.

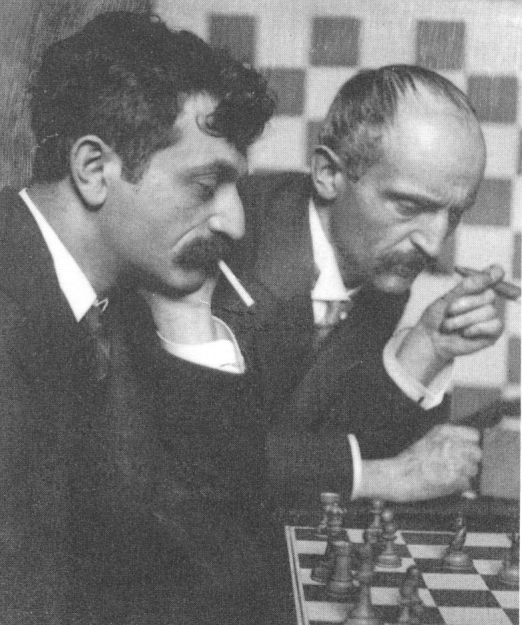
Емануель Ласкер і його брат Бертольд у 1907 році

У період з 1907 по 1910 роки Ласкер п'ять разів захищав титул чемпіона світу. Після перемоги в Кембридж-Спрінгс Маршалл викликав Ласкера на матч, але чемпіон поставив фінансові умови, які Маршалл на той момент не зміг виконати. Матч відбувся в США тільки на початку 1907 року. Для перемоги потрібно було першим набрати вісім очок без урахування нічиїх, Ласкер виграв з переконливою перевагою +8 -0 =7. Наступного року Ласкер зіграв матч з Таррашем на тих самих умовах і знову переконливо виграв: після сьомої партії рахунок за перемогами був 5-1, а восьме очко Ласкер взяв у шістнадцятій (загальний рахунок +8 -3 =5). У 1909 році відбувся матч з 10 партій між Ласкером і Яновським, щодо статусу якого існують суперечки. Ласкер виграв сім партій за однієї поразки і двох нічиїх. На початку 1910 року відбувся матч з австрійським шахістом Карлом Шлехтером. Згідно з попередніми умовами, матч повинен був складатися з 30 партій і для перемоги Шлехтеру потрібна була перевага у два очки. Через фінансові труднощі кількість партій було скорочено до десяти, тож деякі дослідники вважають матч не титульним, а серією виставкових партій. Шлехтер переміг у п'ятій партії, ще вісім закінчилися внічию, а в останній Шлехтер, маючи виграну позицію, упустив і перемогу і нічию. Того ж року відбувся повторний матч з Яновським до восьми перемог, у якому Ласкер виграв ще переконливіше — всього за 11 партій і без поразок. Пізніше біографи Ласкера неодноразово висловлювали жаль, що за великої кількості зіграних Ласкером матчів його суперниками так і не стали двоє з найбільш видатних його сучасників — Пільсбері та Рубінштейн. Також у 1909 році Ласкер і Рубінштейн поділили перше місце на турнірі пам'яті Чигоріна в Петербурзі, набравши по 14½ очка з 18. Третє місце з 11 очками посів Шпільман, нижче залишилися Дурас, Тейхман, Шлехтер та низка інших шахістів. При цьому Ласкер, який програв дві партії (Рубінштейну і Дуз-Хотимирському), наздогнав Рубінштейна лише в останньому турі завдяки перемозі над Тейхманом.
Коли двадцятитрирічний кубинець Хосе Рауль Капабланка виграв свій перший турнір у Європі в Сан-Себастьяні (1911), випередивши практично всіх найсильніших шахістів свого часу, почалися переговори про його матч з Ласкером. Ласкер виставив умову про те, що претендент повинен виграти з різницею мінімум у два очка, на що не був згоден Капабланка. У подальшому листуванні Капабланка охарактеризував одну з висунутих Ласкером умов як «явно несправедливу» (obviously unfair), після чого Ласкер припинив переговори і через пресу зажадав вибачень. Ворожнеча Капабланки і Ласкера тривала до петербурзького турніру.
Одним з найбільших турнірних успіхів Ласкера стала перемога на Петербурзькому міжнародному турнірі 1914 року, який став єдиним змаганням Ласкера за минулі п'ять років. Крім Ласкера у ньому взяли участь десять шахістів, включаючи двох головних претендентів на матч на першість світу — Хосе Рауля Капабланку і Акібу Рубінштейна. У попередньому раунді виграв Капабланка, який випередив Ласкера на пів-очка, але у фінальному раунді, який проходив у два кола, куди вийшли п'ятеро найкращих шахістів, Ласкер набрав проти Капабланки, Алехіна, Тарраша і Маршалла 7 з 8 (шість перемог і дві нічиї). У підсумку за сумою двох раундів Ласкер випередив кубинця на пів-очка. Перемога над Капабланкою в ендшпілі в розмінному варіанті іспанської партії вважається одним з головних творчих здобутків Ласкера.
Напередодні Першої світової війни проходили переговори про матч між Ласкером і Рубінштейном, але війна поклала край цим планам. У роки війни Ласкер жив у Берліні. У цей період він зіграв матч з шести партій проти Тарраша (1916) і виграв мінітурнір у два кола за участю Тарраша, Рубінштейна і Шлехтера (1918).

### Матч з Капабланкою і втрата титулу

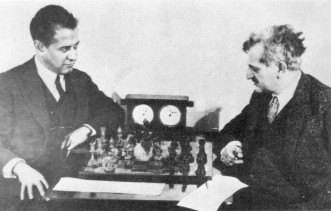
Капабланка грає з Ласкером на турнірі в Москві у 1925 році.

Переговори між Ласкером і Капабланкою, які відновилися після Першої світової війни, завершилися підписанням угоди в Гаазі 23 січня 1920 року. Матч був запланований на 1921 рік, але в червні Ласкер опублікував у пресі листа, повідомляючи, що він добровільно відмовляється від титулу на користь Капабланки, оскільки шаховий світ не підтримав умови, на яких Ласкер був згоден захищати звання. Втім, Капабланка і громадськість наполягали на матчі, і 10 серпня було укладено нову угоду, за якою матч на більшість з 24 партій повинен був відбутися в Гавані на початку 1921 року. При цьому в угоді було зазначено, що на момент початку матчу чемпіоном світу є Капабланка.
Матч проходив з 15 березня по 28 квітня 1921 року. Перші чотири партії завершилися внічию, п'яту виграв Капабланка, потім він здобув перемоги в десятій, одинадцятій та чотирнадцятій партіях, ще десять закінчилися внічию. Після чотирнадцятої партії, програної грубим позіхом, Ласкер здав матч достроково. Попри те, що за умовами угоди Капабланка грав матч вже в ранзі чемпіона світу, після закінчення матчу його оголошено «новим чемпіоном світу» і загалом вважають, що звання перейшло до кубинця тільки після матчу в Гавані. Спортивну цінність матчу оцінюють по-різному. Ейве і Прінс називають гру Ласкера дуже слабкою, відзначаючи невідповідний для нього тропічний клімат і загальне небажання грати. Одночасно з цим Крамник вважав, що за винятком останньої партії матч загалом проходив на дуже високому рівні, просто Капабланка був молодшим і сильнішим. Загалом Ласкер утримував звання чемпіона впродовж 26 років 337 днів, що є абсолютним рекордом в історії шахів.

### Екс-чемпіон

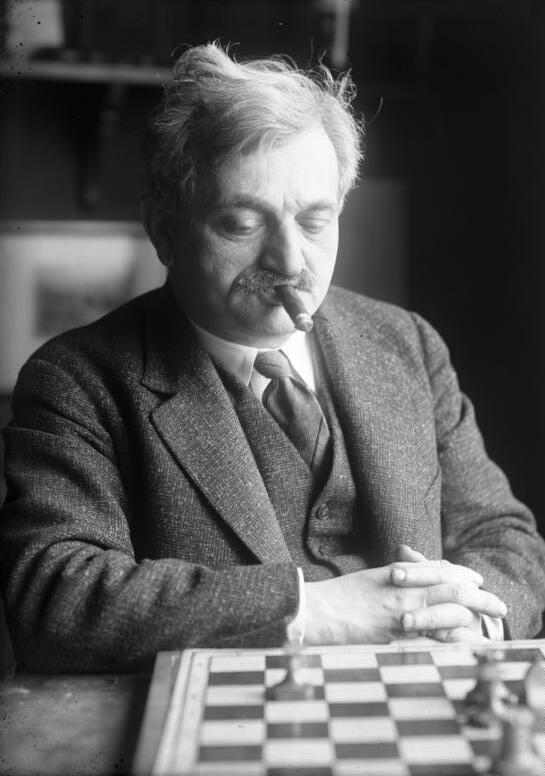
Ласкер у 1933 році

Попри поразку від Капабланки, Ласкер продовжував успішні виступи на змаганнях. 1923 року він виграв турнір без поразок в Остраві (1923), випередивши низку сильних шахістів, включаючи Реті, Боголюбова і молодого Ейве. Через рік — перемога в Нью-Йорку, де Ласкер одразу захопив лідерство і виграв перше коло з результатом 7½ з 10, впевнено випередивши Капабланку. Попри поразку від кубинця в другому колі, Ласкер зберіг перше місце, при цьому вигравши всі інші мікроматчі. На Першому Московському міжнародному турнірі (1925) Ласкер боровся за лідерство з Боголюбовим. У 12-му турі в партії з Торре Ласкер мав виграну позицію, але потім кілька разів помилився і дозволив супернику провести ефектну переможну комбінацію з жертвою ферзя, відому як «млин». Це часто пояснюють тим, що під час партії Ласкер отримав телеграму, яка сповіщає про те, що його спільну з братом Бертольдом філософську п'єсу «Про Людину ця повість» прийняв до постановки один з берлінських театрів. П'єса успіху не мала, й нині критики оцінюють її невисоко. Другу половину турніру Ласкер провів слабко, через тур після партії з Торре він програв Левенфішу, а пізніше зробив кілька нічиїх з аутсайдерами. Втім, це не завадило йому завоювати другий приз і набрати на пів-очка більше, ніж Капабланка.
1927 року організатори не запросили Ласкера на турнір у Нью-Йорку. Оскільки турнір багатьма розглядався як змагання найсильніших шахістів світу за право на матч з чемпіоном — Капабланкою, то Ласкер сприйняв це як образу і на кілька років припинив участь у турнірах.
У 1933 році Ласкер з дружиною був змушений залишити Німеччину через встановлення там нацистської диктатури і початок кампанії з переслідування євреїв. Переїхавши до Великої Британії, Ласкер в 1934 році після тривалої перерви відновив участь у змаганнях, посівши на цюрихському турнірі п'яте місце (турнір виграв Алехін). 1935 року на Московському міжнародному турнірі Ласкер посів третє місце, відставши на пів-очка від Ботвинника і Флора, але випередивши Капабланку. Виступ Ласкера, який у шістдесят шість років не програв жодної з 19 партій (+6 -0 =13), при цьому в особистій зустрічі з Капабланкою здобувши красиву перемогу, газети назвали «біологічним дивом». У серпні того ж року на запрошення наркома юстиції і організатора шахових турнірів Миколи Криленка Ласкери оселилися в СРСР. Ласкер отримав посаду в Математичному інституті АН СРСР, як кореспондент «Радянського спорту» висвітлював матч між Алехіним і Ейве в Голландії і представляв Радянський Союз на змаганнях. 1936 року він зіграв на двох турнірах: у Москві був шостим, а на ноттінгемському турнірі поділив 7-8-ме місця, там він єдиний раз посів у підсумковій таблиці нижче від Капабланки місце. Свою останню турнірну партію Ласкер зіграв у Ноттінгемі проти Александера.
У 1937 році Ласкери вирушили до США, щоб побачити родичів, зокрема дочку Марти Лотту. Вони провели деякий час у Чикаго, потім переїхали до родичів дружини в Нью-Йорк. За однією з версій, поїздка планувалася як тимчасова, всі речі Ласкерів залишилися в московській квартирі, були навіть куплені зворотні квитки до Москви. За іншою — Ласкери відвезли з собою все, крім меблів, явно не збираючись повертатися. Так чи інакше, подружжя більше не повернулося в СРСР. Марта в Америці захворіла, і лікарі категорично заборонили їй вирушати в довгий шлях. Існує думка, що Ласкери вирішили не повертатися, побоюючись хвилі репресій, що піднялася в СРСР, однією з жертв якої став Криленко. Проте відомий факт, що, подаючи прохання про дозвіл проживання в Радянському Союзі, Ласкер від самого початку вказав термін перебування в СРСР «близько двох років» з метою завершення наукової роботи, для чого йому потрібна була математична література, доступна в радянських бібліотеках. Тож виїзд міг бути просто реалізацією початкових планів.

### Останні роки
У США Ласкер заробляв на життя сеансами одночасної гри, лекціями і грою в бридж. Так, під час перебування в Чикаго в 1938 році Ласкер провів низку виступів у нещодавно відкритому місцевому шаховому клубі, що носить його ім'я, зокрема два сеанси одночасної гри (з результатами +21 -1 =5 і +23 -0 =2), та дві консультаційні партії, в яких проти нього грали чиказькі майстри (Ласкер виграв обидві). У травні 1940 року почав показовий матч з Маршаллом, але після другої партії (+0 -1 =1) припинив матч через проблеми зі здоров'ям.
У перші дні 1941 року Ласкер важко захворів нирковою інфекцією, потрапив до шпиталю «Маунт-Сінай» у Нью-Йорку, де й помер 11 січня 1941 року. Ласкер похований на кладовищі Бет Олом у Квінзі, церемонію прощання відвідали близько 200 осіб, зокрема Рубен Файн і Едуард Ласкер.

## Внесок і вплив
|   | a | b | c | d | e | f | g | h |   |
| 8 | a8 чорна тура · c8 чорний слон · e8 чорна тура · g8 чорний король · b7 чорний пішак · c7 чорний пішак · e7 чорний кінь · g7 чорний пішак · h7 чорний пішак · a6 чорний пішак · c6 чорний пішак · d6 чорний слон · f6 чорний пішак · e4 білий пішак · f4 білий пішак · b3 білий кінь · c3 білий кінь · a2 білий пішак · b2 білий пішак · c2 білий пішак · g2 білий пішак · h2 білий пішак · a1 біла тура · c1 білий слон · f1 біла тура · g1 білий король | a8 чорна тура · c8 чорний слон · e8 чорна тура · g8 чорний король · b7 чорний пішак · c7 чорний пішак · e7 чорний кінь · g7 чорний пішак · h7 чорний пішак · a6 чорний пішак · c6 чорний пішак · d6 чорний слон · f6 чорний пішак · e4 білий пішак · f4 білий пішак · b3 білий кінь · c3 білий кінь · a2 білий пішак · b2 білий пішак · c2 білий пішак · g2 білий пішак · h2 білий пішак · a1 біла тура · c1 білий слон · f1 біла тура · g1 білий король | a8 чорна тура · c8 чорний слон · e8 чорна тура · g8 чорний король · b7 чорний пішак · c7 чорний пішак · e7 чорний кінь · g7 чорний пішак · h7 чорний пішак · a6 чорний пішак · c6 чорний пішак · d6 чорний слон · f6 чорний пішак · e4 білий пішак · f4 білий пішак · b3 білий кінь · c3 білий кінь · a2 білий пішак · b2 білий пішак · c2 білий пішак · g2 білий пішак · h2 білий пішак · a1 біла тура · c1 білий слон · f1 біла тура · g1 білий король | a8 чорна тура · c8 чорний слон · e8 чорна тура · g8 чорний король · b7 чорний пішак · c7 чорний пішак · e7 чорний кінь · g7 чорний пішак · h7 чорний пішак · a6 чорний пішак · c6 чорний пішак · d6 чорний слон · f6 чорний пішак · e4 білий пішак · f4 білий пішак · b3 білий кінь · c3 білий кінь · a2 білий пішак · b2 білий пішак · c2 білий пішак · g2 білий пішак · h2 білий пішак · a1 біла тура · c1 білий слон · f1 біла тура · g1 білий король | a8 чорна тура · c8 чорний слон · e8 чорна тура · g8 чорний король · b7 чорний пішак · c7 чорний пішак · e7 чорний кінь · g7 чорний пішак · h7 чорний пішак · a6 чорний пішак · c6 чорний пішак · d6 чорний слон · f6 чорний пішак · e4 білий пішак · f4 білий пішак · b3 білий кінь · c3 білий кінь · a2 білий пішак · b2 білий пішак · c2 білий пішак · g2 білий пішак · h2 білий пішак · a1 біла тура · c1 білий слон · f1 біла тура · g1 білий король | a8 чорна тура · c8 чорний слон · e8 чорна тура · g8 чорний король · b7 чорний пішак · c7 чорний пішак · e7 чорний кінь · g7 чорний пішак · h7 чорний пішак · a6 чорний пішак · c6 чорний пішак · d6 чорний слон · f6 чорний пішак · e4 білий пішак · f4 білий пішак · b3 білий кінь · c3 білий кінь · a2 білий пішак · b2 білий пішак · c2 білий пішак · g2 білий пішак · h2 білий пішак · a1 біла тура · c1 білий слон · f1 біла тура · g1 білий король | a8 чорна тура · c8 чорний слон · e8 чорна тура · g8 чорний король · b7 чорний пішак · c7 чорний пішак · e7 чорний кінь · g7 чорний пішак · h7 чорний пішак · a6 чорний пішак · c6 чорний пішак · d6 чорний слон · f6 чорний пішак · e4 білий пішак · f4 білий пішак · b3 білий кінь · c3 білий кінь · a2 білий пішак · b2 білий пішак · c2 білий пішак · g2 білий пішак · h2 білий пішак · a1 біла тура · c1 білий слон · f1 біла тура · g1 білий король | a8 чорна тура · c8 чорний слон · e8 чорна тура · g8 чорний король · b7 чорний пішак · c7 чорний пішак · e7 чорний кінь · g7 чорний пішак · h7 чорний пішак · a6 чорний пішак · c6 чорний пішак · d6 чорний слон · f6 чорний пішак · e4 білий пішак · f4 білий пішак · b3 білий кінь · c3 білий кінь · a2 білий пішак · b2 білий пішак · c2 білий пішак · g2 білий пішак · h2 білий пішак · a1 біла тура · c1 білий слон · f1 біла тура · g1 білий король | 8 |
| 7 | a8 чорна тура · c8 чорний слон · e8 чорна тура · g8 чорний король · b7 чорний пішак · c7 чорний пішак · e7 чорний кінь · g7 чорний пішак · h7 чорний пішак · a6 чорний пішак · c6 чорний пішак · d6 чорний слон · f6 чорний пішак · e4 білий пішак · f4 білий пішак · b3 білий кінь · c3 білий кінь · a2 білий пішак · b2 білий пішак · c2 білий пішак · g2 білий пішак · h2 білий пішак · a1 біла тура · c1 білий слон · f1 біла тура · g1 білий король | a8 чорна тура · c8 чорний слон · e8 чорна тура · g8 чорний король · b7 чорний пішак · c7 чорний пішак · e7 чорний кінь · g7 чорний пішак · h7 чорний пішак · a6 чорний пішак · c6 чорний пішак · d6 чорний слон · f6 чорний пішак · e4 білий пішак · f4 білий пішак · b3 білий кінь · c3 білий кінь · a2 білий пішак · b2 білий пішак · c2 білий пішак · g2 білий пішак · h2 білий пішак · a1 біла тура · c1 білий слон · f1 біла тура · g1 білий король | a8 чорна тура · c8 чорний слон · e8 чорна тура · g8 чорний король · b7 чорний пішак · c7 чорний пішак · e7 чорний кінь · g7 чорний пішак · h7 чорний пішак · a6 чорний пішак · c6 чорний пішак · d6 чорний слон · f6 чорний пішак · e4 білий пішак · f4 білий пішак · b3 білий кінь · c3 білий кінь · a2 білий пішак · b2 білий пішак · c2 білий пішак · g2 білий пішак · h2 білий пішак · a1 біла тура · c1 білий слон · f1 біла тура · g1 білий король | a8 чорна тура · c8 чорний слон · e8 чорна тура · g8 чорний король · b7 чорний пішак · c7 чорний пішак · e7 чорний кінь · g7 чорний пішак · h7 чорний пішак · a6 чорний пішак · c6 чорний пішак · d6 чорний слон · f6 чорний пішак · e4 білий пішак · f4 білий пішак · b3 білий кінь · c3 білий кінь · a2 білий пішак · b2 білий пішак · c2 білий пішак · g2 білий пішак · h2 білий пішак · a1 біла тура · c1 білий слон · f1 біла тура · g1 білий король | a8 чорна тура · c8 чорний слон · e8 чорна тура · g8 чорний король · b7 чорний пішак · c7 чорний пішак · e7 чорний кінь · g7 чорний пішак · h7 чорний пішак · a6 чорний пішак · c6 чорний пішак · d6 чорний слон · f6 чорний пішак · e4 білий пішак · f4 білий пішак · b3 білий кінь · c3 білий кінь · a2 білий пішак · b2 білий пішак · c2 білий пішак · g2 білий пішак · h2 білий пішак · a1 біла тура · c1 білий слон · f1 біла тура · g1 білий король | a8 чорна тура · c8 чорний слон · e8 чорна тура · g8 чорний король · b7 чорний пішак · c7 чорний пішак · e7 чорний кінь · g7 чорний пішак · h7 чорний пішак · a6 чорний пішак · c6 чорний пішак · d6 чорний слон · f6 чорний пішак · e4 білий пішак · f4 білий пішак · b3 білий кінь · c3 білий кінь · a2 білий пішак · b2 білий пішак · c2 білий пішак · g2 білий пішак · h2 білий пішак · a1 біла тура · c1 білий слон · f1 біла тура · g1 білий король | a8 чорна тура · c8 чорний слон · e8 чорна тура · g8 чорний король · b7 чорний пішак · c7 чорний пішак · e7 чорний кінь · g7 чорний пішак · h7 чорний пішак · a6 чорний пішак · c6 чорний пішак · d6 чорний слон · f6 чорний пішак · e4 білий пішак · f4 білий пішак · b3 білий кінь · c3 білий кінь · a2 білий пішак · b2 білий пішак · c2 білий пішак · g2 білий пішак · h2 білий пішак · a1 біла тура · c1 білий слон · f1 біла тура · g1 білий король | a8 чорна тура · c8 чорний слон · e8 чорна тура · g8 чорний король · b7 чорний пішак · c7 чорний пішак · e7 чорний кінь · g7 чорний пішак · h7 чорний пішак · a6 чорний пішак · c6 чорний пішак · d6 чорний слон · f6 чорний пішак · e4 білий пішак · f4 білий пішак · b3 білий кінь · c3 білий кінь · a2 білий пішак · b2 білий пішак · c2 білий пішак · g2 білий пішак · h2 білий пішак · a1 біла тура · c1 білий слон · f1 біла тура · g1 білий король | 7 |
| 6 | a8 чорна тура · c8 чорний слон · e8 чорна тура · g8 чорний король · b7 чорний пішак · c7 чорний пішак · e7 чорний кінь · g7 чорний пішак · h7 чорний пішак · a6 чорний пішак · c6 чорний пішак · d6 чорний слон · f6 чорний пішак · e4 білий пішак · f4 білий пішак · b3 білий кінь · c3 білий кінь · a2 білий пішак · b2 білий пішак · c2 білий пішак · g2 білий пішак · h2 білий пішак · a1 біла тура · c1 білий слон · f1 біла тура · g1 білий король | a8 чорна тура · c8 чорний слон · e8 чорна тура · g8 чорний король · b7 чорний пішак · c7 чорний пішак · e7 чорний кінь · g7 чорний пішак · h7 чорний пішак · a6 чорний пішак · c6 чорний пішак · d6 чорний слон · f6 чорний пішак · e4 білий пішак · f4 білий пішак · b3 білий кінь · c3 білий кінь · a2 білий пішак · b2 білий пішак · c2 білий пішак · g2 білий пішак · h2 білий пішак · a1 біла тура · c1 білий слон · f1 біла тура · g1 білий король | a8 чорна тура · c8 чорний слон · e8 чорна тура · g8 чорний король · b7 чорний пішак · c7 чорний пішак · e7 чорний кінь · g7 чорний пішак · h7 чорний пішак · a6 чорний пішак · c6 чорний пішак · d6 чорний слон · f6 чорний пішак · e4 білий пішак · f4 білий пішак · b3 білий кінь · c3 білий кінь · a2 білий пішак · b2 білий пішак · c2 білий пішак · g2 білий пішак · h2 білий пішак · a1 біла тура · c1 білий слон · f1 біла тура · g1 білий король | a8 чорна тура · c8 чорний слон · e8 чорна тура · g8 чорний король · b7 чорний пішак · c7 чорний пішак · e7 чорний кінь · g7 чорний пішак · h7 чорний пішак · a6 чорний пішак · c6 чорний пішак · d6 чорний слон · f6 чорний пішак · e4 білий пішак · f4 білий пішак · b3 білий кінь · c3 білий кінь · a2 білий пішак · b2 білий пішак · c2 білий пішак · g2 білий пішак · h2 білий пішак · a1 біла тура · c1 білий слон · f1 біла тура · g1 білий король | a8 чорна тура · c8 чорний слон · e8 чорна тура · g8 чорний король · b7 чорний пішак · c7 чорний пішак · e7 чорний кінь · g7 чорний пішак · h7 чорний пішак · a6 чорний пішак · c6 чорний пішак · d6 чорний слон · f6 чорний пішак · e4 білий пішак · f4 білий пішак · b3 білий кінь · c3 білий кінь · a2 білий пішак · b2 білий пішак · c2 білий пішак · g2 білий пішак · h2 білий пішак · a1 біла тура · c1 білий слон · f1 біла тура · g1 білий король | a8 чорна тура · c8 чорний слон · e8 чорна тура · g8 чорний король · b7 чорний пішак · c7 чорний пішак · e7 чорний кінь · g7 чорний пішак · h7 чорний пішак · a6 чорний пішак · c6 чорний пішак · d6 чорний слон · f6 чорний пішак · e4 білий пішак · f4 білий пішак · b3 білий кінь · c3 білий кінь · a2 білий пішак · b2 білий пішак · c2 білий пішак · g2 білий пішак · h2 білий пішак · a1 біла тура · c1 білий слон · f1 біла тура · g1 білий король | a8 чорна тура · c8 чорний слон · e8 чорна тура · g8 чорний король · b7 чорний пішак · c7 чорний пішак · e7 чорний кінь · g7 чорний пішак · h7 чорний пішак · a6 чорний пішак · c6 чорний пішак · d6 чорний слон · f6 чорний пішак · e4 білий пішак · f4 білий пішак · b3 білий кінь · c3 білий кінь · a2 білий пішак · b2 білий пішак · c2 білий пішак · g2 білий пішак · h2 білий пішак · a1 біла тура · c1 білий слон · f1 біла тура · g1 білий король | a8 чорна тура · c8 чорний слон · e8 чорна тура · g8 чорний король · b7 чорний пішак · c7 чорний пішак · e7 чорний кінь · g7 чорний пішак · h7 чорний пішак · a6 чорний пішак · c6 чорний пішак · d6 чорний слон · f6 чорний пішак · e4 білий пішак · f4 білий пішак · b3 білий кінь · c3 білий кінь · a2 білий пішак · b2 білий пішак · c2 білий пішак · g2 білий пішак · h2 білий пішак · a1 біла тура · c1 білий слон · f1 біла тура · g1 білий король | 6 |
| 5 | a8 чорна тура · c8 чорний слон · e8 чорна тура · g8 чорний король · b7 чорний пішак · c7 чорний пішак · e7 чорний кінь · g7 чорний пішак · h7 чорний пішак · a6 чорний пішак · c6 чорний пішак · d6 чорний слон · f6 чорний пішак · e4 білий пішак · f4 білий пішак · b3 білий кінь · c3 білий кінь · a2 білий пішак · b2 білий пішак · c2 білий пішак · g2 білий пішак · h2 білий пішак · a1 біла тура · c1 білий слон · f1 біла тура · g1 білий король | a8 чорна тура · c8 чорний слон · e8 чорна тура · g8 чорний король · b7 чорний пішак · c7 чорний пішак · e7 чорний кінь · g7 чорний пішак · h7 чорний пішак · a6 чорний пішак · c6 чорний пішак · d6 чорний слон · f6 чорний пішак · e4 білий пішак · f4 білий пішак · b3 білий кінь · c3 білий кінь · a2 білий пішак · b2 білий пішак · c2 білий пішак · g2 білий пішак · h2 білий пішак · a1 біла тура · c1 білий слон · f1 біла тура · g1 білий король | a8 чорна тура · c8 чорний слон · e8 чорна тура · g8 чорний король · b7 чорний пішак · c7 чорний пішак · e7 чорний кінь · g7 чорний пішак · h7 чорний пішак · a6 чорний пішак · c6 чорний пішак · d6 чорний слон · f6 чорний пішак · e4 білий пішак · f4 білий пішак · b3 білий кінь · c3 білий кінь · a2 білий пішак · b2 білий пішак · c2 білий пішак · g2 білий пішак · h2 білий пішак · a1 біла тура · c1 білий слон · f1 біла тура · g1 білий король | a8 чорна тура · c8 чорний слон · e8 чорна тура · g8 чорний король · b7 чорний пішак · c7 чорний пішак · e7 чорний кінь · g7 чорний пішак · h7 чорний пішак · a6 чорний пішак · c6 чорний пішак · d6 чорний слон · f6 чорний пішак · e4 білий пішак · f4 білий пішак · b3 білий кінь · c3 білий кінь · a2 білий пішак · b2 білий пішак · c2 білий пішак · g2 білий пішак · h2 білий пішак · a1 біла тура · c1 білий слон · f1 біла тура · g1 білий король | a8 чорна тура · c8 чорний слон · e8 чорна тура · g8 чорний король · b7 чорний пішак · c7 чорний пішак · e7 чорний кінь · g7 чорний пішак · h7 чорний пішак · a6 чорний пішак · c6 чорний пішак · d6 чорний слон · f6 чорний пішак · e4 білий пішак · f4 білий пішак · b3 білий кінь · c3 білий кінь · a2 білий пішак · b2 білий пішак · c2 білий пішак · g2 білий пішак · h2 білий пішак · a1 біла тура · c1 білий слон · f1 біла тура · g1 білий король | a8 чорна тура · c8 чорний слон · e8 чорна тура · g8 чорний король · b7 чорний пішак · c7 чорний пішак · e7 чорний кінь · g7 чорний пішак · h7 чорний пішак · a6 чорний пішак · c6 чорний пішак · d6 чорний слон · f6 чорний пішак · e4 білий пішак · f4 білий пішак · b3 білий кінь · c3 білий кінь · a2 білий пішак · b2 білий пішак · c2 білий пішак · g2 білий пішак · h2 білий пішак · a1 біла тура · c1 білий слон · f1 біла тура · g1 білий король | a8 чорна тура · c8 чорний слон · e8 чорна тура · g8 чорний король · b7 чорний пішак · c7 чорний пішак · e7 чорний кінь · g7 чорний пішак · h7 чорний пішак · a6 чорний пішак · c6 чорний пішак · d6 чорний слон · f6 чорний пішак · e4 білий пішак · f4 білий пішак · b3 білий кінь · c3 білий кінь · a2 білий пішак · b2 білий пішак · c2 білий пішак · g2 білий пішак · h2 білий пішак · a1 біла тура · c1 білий слон · f1 біла тура · g1 білий король | a8 чорна тура · c8 чорний слон · e8 чорна тура · g8 чорний король · b7 чорний пішак · c7 чорний пішак · e7 чорний кінь · g7 чорний пішак · h7 чорний пішак · a6 чорний пішак · c6 чорний пішак · d6 чорний слон · f6 чорний пішак · e4 білий пішак · f4 білий пішак · b3 білий кінь · c3 білий кінь · a2 білий пішак · b2 білий пішак · c2 білий пішак · g2 білий пішак · h2 білий пішак · a1 біла тура · c1 білий слон · f1 біла тура · g1 білий король | 5 |
| 4 | a8 чорна тура · c8 чорний слон · e8 чорна тура · g8 чорний король · b7 чорний пішак · c7 чорний пішак · e7 чорний кінь · g7 чорний пішак · h7 чорний пішак · a6 чорний пішак · c6 чорний пішак · d6 чорний слон · f6 чорний пішак · e4 білий пішак · f4 білий пішак · b3 білий кінь · c3 білий кінь · a2 білий пішак · b2 білий пішак · c2 білий пішак · g2 білий пішак · h2 білий пішак · a1 біла тура · c1 білий слон · f1 біла тура · g1 білий король | a8 чорна тура · c8 чорний слон · e8 чорна тура · g8 чорний король · b7 чорний пішак · c7 чорний пішак · e7 чорний кінь · g7 чорний пішак · h7 чорний пішак · a6 чорний пішак · c6 чорний пішак · d6 чорний слон · f6 чорний пішак · e4 білий пішак · f4 білий пішак · b3 білий кінь · c3 білий кінь · a2 білий пішак · b2 білий пішак · c2 білий пішак · g2 білий пішак · h2 білий пішак · a1 біла тура · c1 білий слон · f1 біла тура · g1 білий король | a8 чорна тура · c8 чорний слон · e8 чорна тура · g8 чорний король · b7 чорний пішак · c7 чорний пішак · e7 чорний кінь · g7 чорний пішак · h7 чорний пішак · a6 чорний пішак · c6 чорний пішак · d6 чорний слон · f6 чорний пішак · e4 білий пішак · f4 білий пішак · b3 білий кінь · c3 білий кінь · a2 білий пішак · b2 білий пішак · c2 білий пішак · g2 білий пішак · h2 білий пішак · a1 біла тура · c1 білий слон · f1 біла тура · g1 білий король | a8 чорна тура · c8 чорний слон · e8 чорна тура · g8 чорний король · b7 чорний пішак · c7 чорний пішак · e7 чорний кінь · g7 чорний пішак · h7 чорний пішак · a6 чорний пішак · c6 чорний пішак · d6 чорний слон · f6 чорний пішак · e4 білий пішак · f4 білий пішак · b3 білий кінь · c3 білий кінь · a2 білий пішак · b2 білий пішак · c2 білий пішак · g2 білий пішак · h2 білий пішак · a1 біла тура · c1 білий слон · f1 біла тура · g1 білий король | a8 чорна тура · c8 чорний слон · e8 чорна тура · g8 чорний король · b7 чорний пішак · c7 чорний пішак · e7 чорний кінь · g7 чорний пішак · h7 чорний пішак · a6 чорний пішак · c6 чорний пішак · d6 чорний слон · f6 чорний пішак · e4 білий пішак · f4 білий пішак · b3 білий кінь · c3 білий кінь · a2 білий пішак · b2 білий пішак · c2 білий пішак · g2 білий пішак · h2 білий пішак · a1 біла тура · c1 білий слон · f1 біла тура · g1 білий король | a8 чорна тура · c8 чорний слон · e8 чорна тура · g8 чорний король · b7 чорний пішак · c7 чорний пішак · e7 чорний кінь · g7 чорний пішак · h7 чорний пішак · a6 чорний пішак · c6 чорний пішак · d6 чорний слон · f6 чорний пішак · e4 білий пішак · f4 білий пішак · b3 білий кінь · c3 білий кінь · a2 білий пішак · b2 білий пішак · c2 білий пішак · g2 білий пішак · h2 білий пішак · a1 біла тура · c1 білий слон · f1 біла тура · g1 білий король | a8 чорна тура · c8 чорний слон · e8 чорна тура · g8 чорний король · b7 чорний пішак · c7 чорний пішак · e7 чорний кінь · g7 чорний пішак · h7 чорний пішак · a6 чорний пішак · c6 чорний пішак · d6 чорний слон · f6 чорний пішак · e4 білий пішак · f4 білий пішак · b3 білий кінь · c3 білий кінь · a2 білий пішак · b2 білий пішак · c2 білий пішак · g2 білий пішак · h2 білий пішак · a1 біла тура · c1 білий слон · f1 біла тура · g1 білий король | a8 чорна тура · c8 чорний слон · e8 чорна тура · g8 чорний король · b7 чорний пішак · c7 чорний пішак · e7 чорний кінь · g7 чорний пішак · h7 чорний пішак · a6 чорний пішак · c6 чорний пішак · d6 чорний слон · f6 чорний пішак · e4 білий пішак · f4 білий пішак · b3 білий кінь · c3 білий кінь · a2 білий пішак · b2 білий пішак · c2 білий пішак · g2 білий пішак · h2 білий пішак · a1 біла тура · c1 білий слон · f1 біла тура · g1 білий король | 4 |
| 3 | a8 чорна тура · c8 чорний слон · e8 чорна тура · g8 чорний король · b7 чорний пішак · c7 чорний пішак · e7 чорний кінь · g7 чорний пішак · h7 чорний пішак · a6 чорний пішак · c6 чорний пішак · d6 чорний слон · f6 чорний пішак · e4 білий пішак · f4 білий пішак · b3 білий кінь · c3 білий кінь · a2 білий пішак · b2 білий пішак · c2 білий пішак · g2 білий пішак · h2 білий пішак · a1 біла тура · c1 білий слон · f1 біла тура · g1 білий король | a8 чорна тура · c8 чорний слон · e8 чорна тура · g8 чорний король · b7 чорний пішак · c7 чорний пішак · e7 чорний кінь · g7 чорний пішак · h7 чорний пішак · a6 чорний пішак · c6 чорний пішак · d6 чорний слон · f6 чорний пішак · e4 білий пішак · f4 білий пішак · b3 білий кінь · c3 білий кінь · a2 білий пішак · b2 білий пішак · c2 білий пішак · g2 білий пішак · h2 білий пішак · a1 біла тура · c1 білий слон · f1 біла тура · g1 білий король | a8 чорна тура · c8 чорний слон · e8 чорна тура · g8 чорний король · b7 чорний пішак · c7 чорний пішак · e7 чорний кінь · g7 чорний пішак · h7 чорний пішак · a6 чорний пішак · c6 чорний пішак · d6 чорний слон · f6 чорний пішак · e4 білий пішак · f4 білий пішак · b3 білий кінь · c3 білий кінь · a2 білий пішак · b2 білий пішак · c2 білий пішак · g2 білий пішак · h2 білий пішак · a1 біла тура · c1 білий слон · f1 біла тура · g1 білий король | a8 чорна тура · c8 чорний слон · e8 чорна тура · g8 чорний король · b7 чорний пішак · c7 чорний пішак · e7 чорний кінь · g7 чорний пішак · h7 чорний пішак · a6 чорний пішак · c6 чорний пішак · d6 чорний слон · f6 чорний пішак · e4 білий пішак · f4 білий пішак · b3 білий кінь · c3 білий кінь · a2 білий пішак · b2 білий пішак · c2 білий пішак · g2 білий пішак · h2 білий пішак · a1 біла тура · c1 білий слон · f1 біла тура · g1 білий король | a8 чорна тура · c8 чорний слон · e8 чорна тура · g8 чорний король · b7 чорний пішак · c7 чорний пішак · e7 чорний кінь · g7 чорний пішак · h7 чорний пішак · a6 чорний пішак · c6 чорний пішак · d6 чорний слон · f6 чорний пішак · e4 білий пішак · f4 білий пішак · b3 білий кінь · c3 білий кінь · a2 білий пішак · b2 білий пішак · c2 білий пішак · g2 білий пішак · h2 білий пішак · a1 біла тура · c1 білий слон · f1 біла тура · g1 білий король | a8 чорна тура · c8 чорний слон · e8 чорна тура · g8 чорний король · b7 чорний пішак · c7 чорний пішак · e7 чорний кінь · g7 чорний пішак · h7 чорний пішак · a6 чорний пішак · c6 чорний пішак · d6 чорний слон · f6 чорний пішак · e4 білий пішак · f4 білий пішак · b3 білий кінь · c3 білий кінь · a2 білий пішак · b2 білий пішак · c2 білий пішак · g2 білий пішак · h2 білий пішак · a1 біла тура · c1 білий слон · f1 біла тура · g1 білий король | a8 чорна тура · c8 чорний слон · e8 чорна тура · g8 чорний король · b7 чорний пішак · c7 чорний пішак · e7 чорний кінь · g7 чорний пішак · h7 чорний пішак · a6 чорний пішак · c6 чорний пішак · d6 чорний слон · f6 чорний пішак · e4 білий пішак · f4 білий пішак · b3 білий кінь · c3 білий кінь · a2 білий пішак · b2 білий пішак · c2 білий пішак · g2 білий пішак · h2 білий пішак · a1 біла тура · c1 білий слон · f1 біла тура · g1 білий король | a8 чорна тура · c8 чорний слон · e8 чорна тура · g8 чорний король · b7 чорний пішак · c7 чорний пішак · e7 чорний кінь · g7 чорний пішак · h7 чорний пішак · a6 чорний пішак · c6 чорний пішак · d6 чорний слон · f6 чорний пішак · e4 білий пішак · f4 білий пішак · b3 білий кінь · c3 білий кінь · a2 білий пішак · b2 білий пішак · c2 білий пішак · g2 білий пішак · h2 білий пішак · a1 біла тура · c1 білий слон · f1 біла тура · g1 білий король | 3 |
| 2 | a8 чорна тура · c8 чорний слон · e8 чорна тура · g8 чорний король · b7 чорний пішак · c7 чорний пішак · e7 чорний кінь · g7 чорний пішак · h7 чорний пішак · a6 чорний пішак · c6 чорний пішак · d6 чорний слон · f6 чорний пішак · e4 білий пішак · f4 білий пішак · b3 білий кінь · c3 білий кінь · a2 білий пішак · b2 білий пішак · c2 білий пішак · g2 білий пішак · h2 білий пішак · a1 біла тура · c1 білий слон · f1 біла тура · g1 білий король | a8 чорна тура · c8 чорний слон · e8 чорна тура · g8 чорний король · b7 чорний пішак · c7 чорний пішак · e7 чорний кінь · g7 чорний пішак · h7 чорний пішак · a6 чорний пішак · c6 чорний пішак · d6 чорний слон · f6 чорний пішак · e4 білий пішак · f4 білий пішак · b3 білий кінь · c3 білий кінь · a2 білий пішак · b2 білий пішак · c2 білий пішак · g2 білий пішак · h2 білий пішак · a1 біла тура · c1 білий слон · f1 біла тура · g1 білий король | a8 чорна тура · c8 чорний слон · e8 чорна тура · g8 чорний король · b7 чорний пішак · c7 чорний пішак · e7 чорний кінь · g7 чорний пішак · h7 чорний пішак · a6 чорний пішак · c6 чорний пішак · d6 чорний слон · f6 чорний пішак · e4 білий пішак · f4 білий пішак · b3 білий кінь · c3 білий кінь · a2 білий пішак · b2 білий пішак · c2 білий пішак · g2 білий пішак · h2 білий пішак · a1 біла тура · c1 білий слон · f1 біла тура · g1 білий король | a8 чорна тура · c8 чорний слон · e8 чорна тура · g8 чорний король · b7 чорний пішак · c7 чорний пішак · e7 чорний кінь · g7 чорний пішак · h7 чорний пішак · a6 чорний пішак · c6 чорний пішак · d6 чорний слон · f6 чорний пішак · e4 білий пішак · f4 білий пішак · b3 білий кінь · c3 білий кінь · a2 білий пішак · b2 білий пішак · c2 білий пішак · g2 білий пішак · h2 білий пішак · a1 біла тура · c1 білий слон · f1 біла тура · g1 білий король | a8 чорна тура · c8 чорний слон · e8 чорна тура · g8 чорний король · b7 чорний пішак · c7 чорний пішак · e7 чорний кінь · g7 чорний пішак · h7 чорний пішак · a6 чорний пішак · c6 чорний пішак · d6 чорний слон · f6 чорний пішак · e4 білий пішак · f4 білий пішак · b3 білий кінь · c3 білий кінь · a2 білий пішак · b2 білий пішак · c2 білий пішак · g2 білий пішак · h2 білий пішак · a1 біла тура · c1 білий слон · f1 біла тура · g1 білий король | a8 чорна тура · c8 чорний слон · e8 чорна тура · g8 чорний король · b7 чорний пішак · c7 чорний пішак · e7 чорний кінь · g7 чорний пішак · h7 чорний пішак · a6 чорний пішак · c6 чорний пішак · d6 чорний слон · f6 чорний пішак · e4 білий пішак · f4 білий пішак · b3 білий кінь · c3 білий кінь · a2 білий пішак · b2 білий пішак · c2 білий пішак · g2 білий пішак · h2 білий пішак · a1 біла тура · c1 білий слон · f1 біла тура · g1 білий король | a8 чорна тура · c8 чорний слон · e8 чорна тура · g8 чорний король · b7 чорний пішак · c7 чорний пішак · e7 чорний кінь · g7 чорний пішак · h7 чорний пішак · a6 чорний пішак · c6 чорний пішак · d6 чорний слон · f6 чорний пішак · e4 білий пішак · f4 білий пішак · b3 білий кінь · c3 білий кінь · a2 білий пішак · b2 білий пішак · c2 білий пішак · g2 білий пішак · h2 білий пішак · a1 біла тура · c1 білий слон · f1 біла тура · g1 білий король | a8 чорна тура · c8 чорний слон · e8 чорна тура · g8 чорний король · b7 чорний пішак · c7 чорний пішак · e7 чорний кінь · g7 чорний пішак · h7 чорний пішак · a6 чорний пішак · c6 чорний пішак · d6 чорний слон · f6 чорний пішак · e4 білий пішак · f4 білий пішак · b3 білий кінь · c3 білий кінь · a2 білий пішак · b2 білий пішак · c2 білий пішак · g2 білий пішак · h2 білий пішак · a1 біла тура · c1 білий слон · f1 біла тура · g1 білий король | 2 |
| 1 | a8 чорна тура · c8 чорний слон · e8 чорна тура · g8 чорний король · b7 чорний пішак · c7 чорний пішак · e7 чорний кінь · g7 чорний пішак · h7 чорний пішак · a6 чорний пішак · c6 чорний пішак · d6 чорний слон · f6 чорний пішак · e4 білий пішак · f4 білий пішак · b3 білий кінь · c3 білий кінь · a2 білий пішак · b2 білий пішак · c2 білий пішак · g2 білий пішак · h2 білий пішак · a1 біла тура · c1 білий слон · f1 біла тура · g1 білий король | a8 чорна тура · c8 чорний слон · e8 чорна тура · g8 чорний король · b7 чорний пішак · c7 чорний пішак · e7 чорний кінь · g7 чорний пішак · h7 чорний пішак · a6 чорний пішак · c6 чорний пішак · d6 чорний слон · f6 чорний пішак · e4 білий пішак · f4 білий пішак · b3 білий кінь · c3 білий кінь · a2 білий пішак · b2 білий пішак · c2 білий пішак · g2 білий пішак · h2 білий пішак · a1 біла тура · c1 білий слон · f1 біла тура · g1 білий король | a8 чорна тура · c8 чорний слон · e8 чорна тура · g8 чорний король · b7 чорний пішак · c7 чорний пішак · e7 чорний кінь · g7 чорний пішак · h7 чорний пішак · a6 чорний пішак · c6 чорний пішак · d6 чорний слон · f6 чорний пішак · e4 білий пішак · f4 білий пішак · b3 білий кінь · c3 білий кінь · a2 білий пішак · b2 білий пішак · c2 білий пішак · g2 білий пішак · h2 білий пішак · a1 біла тура · c1 білий слон · f1 біла тура · g1 білий король | a8 чорна тура · c8 чорний слон · e8 чорна тура · g8 чорний король · b7 чорний пішак · c7 чорний пішак · e7 чорний кінь · g7 чорний пішак · h7 чорний пішак · a6 чорний пішак · c6 чорний пішак · d6 чорний слон · f6 чорний пішак · e4 білий пішак · f4 білий пішак · b3 білий кінь · c3 білий кінь · a2 білий пішак · b2 білий пішак · c2 білий пішак · g2 білий пішак · h2 білий пішак · a1 біла тура · c1 білий слон · f1 біла тура · g1 білий король | a8 чорна тура · c8 чорний слон · e8 чорна тура · g8 чорний король · b7 чорний пішак · c7 чорний пішак · e7 чорний кінь · g7 чорний пішак · h7 чорний пішак · a6 чорний пішак · c6 чорний пішак · d6 чорний слон · f6 чорний пішак · e4 білий пішак · f4 білий пішак · b3 білий кінь · c3 білий кінь · a2 білий пішак · b2 білий пішак · c2 білий пішак · g2 білий пішак · h2 білий пішак · a1 біла тура · c1 білий слон · f1 біла тура · g1 білий король | a8 чорна тура · c8 чорний слон · e8 чорна тура · g8 чорний король · b7 чорний пішак · c7 чорний пішак · e7 чорний кінь · g7 чорний пішак · h7 чорний пішак · a6 чорний пішак · c6 чорний пішак · d6 чорний слон · f6 чорний пішак · e4 білий пішак · f4 білий пішак · b3 білий кінь · c3 білий кінь · a2 білий пішак · b2 білий пішак · c2 білий пішак · g2 білий пішак · h2 білий пішак · a1 біла тура · c1 білий слон · f1 біла тура · g1 білий король | a8 чорна тура · c8 чорний слон · e8 чорна тура · g8 чорний король · b7 чорний пішак · c7 чорний пішак · e7 чорний кінь · g7 чорний пішак · h7 чорний пішак · a6 чорний пішак · c6 чорний пішак · d6 чорний слон · f6 чорний пішак · e4 білий пішак · f4 білий пішак · b3 білий кінь · c3 білий кінь · a2 білий пішак · b2 білий пішак · c2 білий пішак · g2 білий пішак · h2 білий пішак · a1 біла тура · c1 білий слон · f1 біла тура · g1 білий король | a8 чорна тура · c8 чорний слон · e8 чорна тура · g8 чорний король · b7 чорний пішак · c7 чорний пішак · e7 чорний кінь · g7 чорний пішак · h7 чорний пішак · a6 чорний пішак · c6 чорний пішак · d6 чорний слон · f6 чорний пішак · e4 білий пішак · f4 білий пішак · b3 білий кінь · c3 білий кінь · a2 білий пішак · b2 білий пішак · c2 білий пішак · g2 білий пішак · h2 білий пішак · a1 біла тура · c1 білий слон · f1 біла тура · g1 білий король | 1 |
|   | a | b | c | d | e | f | g | h |   |

У цій позиції Ласкер походив 12.f5. В. Крамник наводить цю партію як приклад позиційного чуття Ласкера: білі створюють собі відсталого пішака e4 і послаблюють поле e5, але ці слабкості важко використати, а взамін вони виключають білопольного слона чорних.
Більшість дослідників, які вивчали творчість Ласкера, відзначали, що він першим зі всесвітньо відомих шахістів став надавати значення психологічним факторам. За словами Ботвинника, він «завжди оцінював позицію з практичної точки зору і намагався створити на шахівниці таку ситуацію, в якій партнер відчував би себе невпевнено». Навіть ціною ослаблення своєї позиції або втрати матеріалу, «спрямовуючи партію прямо до прірви» (Р. Реті), Ласкер створював положення, незручне для цього конкретного супротивника через його особисті психологічні особливості та притаманний йому стиль гри. Таким чином він позбавляв суперників можливості підходити до її оцінки стандартно, тим самим змушуючи їх помилятися. Біограф Ласкера Б. Вайнштейн пояснює це етичною філософією шахіста, згідно з якою для зміни ситуації на шахівниці необхідні рішучі, ініціативні дії, які часто виражаються в ослабленні власної позиції. Водночас частина сучасних шахістів оскаржує висновки про особливий психологічний підхід. Володимир Крамник вважав, що сила Ласкера була в глибокому розумінні позиції, здатності допустити ослаблення в одному місці, щоб за рахунок цього отримати перевагу в іншому.
Ласкер був дуже різнобічним, практично універсальним гравцем, який однаково майстерно розігрував мітельшпіль і ендшпіль, сильним і в позиційній, і в комбінаційній грі. За словами Капабланки він «ніколи не дотримувався типу гри, який можна було б класифікувати як певний стиль». Вайнштейн виділяв три принципи, на яких Ласкер, який розвивав вчення Стейніца, будував позиційну гру: дії за планом, утворення слабкостей у таборі противника, уникнення слабкостей, особливо довготривалих, власної позиції. Ласкер також розробив вчення про комбінації. На думку Ласкера комбінація завжди випливає з логіки попередньої гри, а не виникає на шахівниці випадково. Таким чином для того, щоб з'явилися передумови для проведення комбінації (мотив комбінації), одна зі сторін повинна отримати перевагу. І навпаки, вдала комбінація є свідченням того, що одна зі сторін домоглася такої переваги. Ласкер неодноразово з успіхом жертвував ферзя, забираючи натомість коня, слона і пішака суперника, внаслідок чого подібна позиційна жертва дістала назву «ласкерівська компенсація». Менше уваги, ніж іншим аспектам шахів, Ласкер приділяв дебюту, він віддавав перевагу простим надійним позиціям. Втім, його ім'ям названо одне з продовжень у ферзевому гамбіті, а захист за чорних у гамбіті Еванса на десятиліття вивів цей дебют з ужитку.
Ласкер написав кілька підручників шахів, найвідоміший з яких — «Підручник шахової гри» (нім. Lehrbuch des Schachspiels, 1925), що витримав багато видань. М. Шибут оцінив його як «найбільш філософську шахову книгу з коли-небудь написаних». Під час проживання в СРСР Ласкер опублікував повість «Як Віктор став шаховим майстром».
Ласкер відомий послідовною боротьбою за гідну оплату виступів шахістів. У той час як більшість його сучасників не сприймали шахи як повноцінну професію, здатну забезпечити безбідне існування, Ласкер вважав, що шахіст повинен мати можливість не поєднувати шахи з якимось іншим заняттям. Він регулярно ставив умовою своєї участі в турнірі або матчі підвищені гонорари, а також виступав за захист авторського права шахістів на партії. Ідея про виключні права шахіста на партію була відома з середини XIX століття, однак Ласкер був одним з найбільш активних її прихильників. Він неодноразово наполягав на включенні умови про право на публікацію партії в угоди про матчі, зокрема на оголошення себе єдиним правовласником. Ласкер пояснював свої вимоги тим, що був вражений бідністю, в якій померли Стейніц, Цукерторт, Макензі та деякі інші шахісти.

## Математичні праці

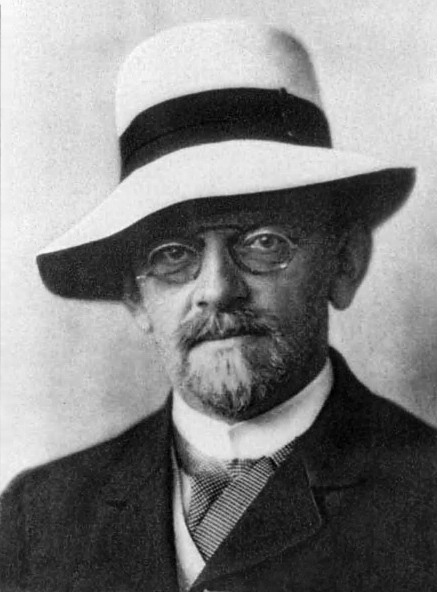
Давид Гільберт рекомендував Ласкеру захистити докторську дисертацію з математики

Шахи не були єдиним захопленням Ласкера. Батьки, відзначивши його інтелектуальні здібності, особливо до математики, послали підлітка Емануїла вчитися до Берліна (де він також відкрив у собі талант до шахів). Ласкер закінчив школу в прусському місті Ландсберг-ан-дер-Варті і потім продовжив вивчення математики і філософії в університетах Берліна, Геттінгена і Гейдельберга.
1895 року Ласкер опублікував дві статті з математики в Nature. За порадою Давида Гільберта він записався в аспірантуру Ерлангенського університету (1900-1902). В 1901 році він представив в Ерлангені свою дисертацію Über Reihen auf der Convergenzgrenze («Про ряди на межі збіжності»), написану під керівництвом Макса Нетера, і того ж року її опублікувало Королівське товариство. 1902 року Ласкер отримав ступінь доктора філософії з математики. Його найвідоміша математична праця, яку він опублікував у 1905 році, доводила для кілець багаточленів аналог розкладання на прості множники: існування примарного розкладання, тобто розкладання довільного ідеалу в перетин кінцевого числа примарних. Цю теорему надалі узагальнила Еммі Нетер (дочка Макса Нетера) на випадок довільних комутативних нетерових кілець і завдяки цьому вона має назву теорема Ласкера — Нетер.
Ласкер переважно займався наукою самостійно і не мав академічних посад. У 1893 році він недовго читав курс про диференціальні рівняння в Тулейнському університеті в Новому Орлеані, а 1901 року читав лекції в Манчестерському університеті Вікторії (один з попередників сучасного Манчестерського університету).
1906 року Ласкер випустив брошуру «Боротьба» (Kampf), у якій запропонував своє бачення теорії ігор, поширивши її на різні сфери людської діяльності, зокрема економіку. Ймовірно ця праця вплинула на низку математиків, які працювали в галузі теорії ігор, включаючи Цермело, Джона фон Неймана, Джона Неша тощо. Серед ідей, озвучених Ласкером в «Боротьбі», був поділ ігор на «рівноважні» та «ігри з перевагою», тобто ігри, в яких право першого ходу дає перевагу. Ласкер, слідом за Стейніцом, заперечував перевагу білих і відносив шахи до рівноважних ігор.

## Інші інтелектуальні ігри
Ласкер багато цікавився бриджом і ґо і досяг великих успіхів в обох іграх. У 1930-х роках він входив у збірну Німеччини з бриджу. На початку XX століття Ласкер був одним із перших популяризаторів го в Європі. Відома історія про те, як він разом з Едуардом Ласкером і старшим братом Бертольдом зустрічалися в одному з клубів Берліна з японським любителем, який запропонував їм фору в 9 каменів (дуже велика фора для ґо, аналогічна форі у ферзя в шахах). Попри таку велику перевагу і можливість консультуватися, тріо програло вщерть (до речі, двох однофамільців Ласкерів, які грали і в шахи, і в ґо, нерідко плутають). Кажуть, що саме після цієї партії Ем. Ласкер оцінив гру ґо як стратегічно дуже глибоку і цікаву.
Ласкер також винайшов гру, що поєднувала риси шашок і військової стратегії. Гра дістала назву «ласка», її правила опубліковано 1911 року.

## Результати

### Турніри
| Рік     | Місто                              | місце | Результат                      | Результат | Примітки |
| ------- | ---------------------------------- | ----- | ------------------------------ | --------- | --- |
| 1888/89 | Берлін (кафе Кайзерхов)            | 1     | 20/20                          | +20 −0 =0 | |
| 1889    | Вроцлав, побічний турнір           | 1—2   | 12/15                          | +11 −2 =2 | Турнір проходив у рамках 6-го конгресу Німецького шахового союзу. |
| 1889    | Амстердам                          | 2     | 6/8                            | +5 −1 =2  | 1-ше місце Берн (7), 3-тє Мезон (5½). |
| 1890    | Берлін                             | 1—2   | 6½/8                           | +6 −1 =1  | Поділив разом з Бертольдом Ласкером. |
| 1890    | Грац                               | 3     | 4/6                            | +3 −1 =2  | 1-ше місце Маковец (5), 2-ге Бауер (4½). |
| 1892    | Лондон                             | 1     | 9/11                           | +8 −1 =2  | |
| 1892    | Лондон                             | 1     | 6½/8                           | +5 −0 =3  | 2-ге місце Блекберн (6), турнір проходив у два кола. |
| 1893    | Нью-Йорк                           | 1     | 13/13                          | +13 −0 =0 | 2-ге місце Альбін (8½). |
| 1895    | Гастінгс                           | 3     | 15½/21                         | +14 −4 =3 | 1-ше місце Пільсбері (16½), 2-ге Чигорін (16), 4-те Тарраш (14). |
| 1895/96 | Санкт-Петербург                    | 1     | 11½/18                         | +8 −3 =7  | 2-ге місце Стейніц (9½), 3-тє Пільсбері (8), 4-те Чигорін (7). Турнір проходив у 6 кіл. |
| 1896    | Нюрнберг                           | 1     | 13½/18                         | +12 −3 =3 | 2-ге Мароці (12½), 3—4 Пільсбері і Тарраш (12). |
| 1899    | Лондон                             | 1     | 23½/28                         | +20 −1 =7 | 2—4 Мароці, Пільсбері і Яновський (19). Турнір проходив у два кола. |
| 1900    | Париж                              | 1     | 14½/16                         | +14 −1 =1 | 2-ге місце Пільсбері (12½), 3—4 Мароці і Маршалл (12). |
| 1904    | Кембридж-Спрингс                   | 2—3   | 11/15                          | +9 −2 =4  | 1-ше місце Маршалл (13), 2—3 Ласкер і Яновський. |
| 1906    | Трентон-Фоллс                      | 1     | 5/6                            | +4 −0 =2  | турнір проходив у два кола. |
| 1909    | Санкт-Петербург, меморіал Чигоріна | 1—2   | 14½/18                         | +13 −2 =3 | Поділив з Рубінштейном, 3—4 Дурас і Шпільман (11). |
| 1914    | Санкт-Петербург                    | 1     | 13½/18 зокрема 7 із 8 у фіналі | +10 −1 =7 | 2-ге місце Капабланка (13), 3-тє Алехін (10), 4-те Тарраш (8½), 5-те Маршалл (8). Турнір складався з попереднього кругового турніру для 11 гравців і фінального турніру для п'яти найкращих шахістів, результати попереднього турніру і фіналу сумувались. |
| 1918    | Берлін                             | 1     | 4½/6                           | +3 −0 =3  | турнір проходив у два кола. |
| 1923    | Острава                            | 1     | 10½/13                         | +8 −0 =5  | 2-ге Реті (9½), 3-тє Грюнфельд (8½). |
| 1924    | Нью-Йорк                           | 1     | 16/20                          | +13 −1 =6 | 2-ге місце Капабланка (14½), 3-тє Алехін (12), 4-те Маршалл (11). турнір проходив у два кола. |
| 1925    | Москва                             | 2     | 14/20                          | +10 −2 =8 | 1-ше місце Боголюбов (15½), 3-тє Капабланка (13½), 4-те Маршалл (12½). |
| 1934    | Цюрих                              | 5     | 10/15                          | +9 −4 =2  | 1-ше місце Алехін (13), 2—3 Ейве і Флор (12). |
| 1935    | Москва                             | 3     | 12½/19                         | +6 −0 =13 | 1—2 Ботвинник і Флор, 4-те Капабланка (12). |
| 1936    | Москва                             | 6     | 8/18                           | +3 −5 =10 | 1-ше місце Капабланка (13), 2-ге Ботвинник (12), 3-тє Флор (9½). |
| 1936    | Ноттінгем                          | 7—8   | 8½/14                          | +6 −3 =5  | 1—2 Капабланка і Ботвинник (10), 3—5 Ейве, Решевський і Файн (9½). |

### Матчі
| Рік     | Город                           | Противник               | +  | − | =  | Результат | Примітки                                                                                 |
| ------- | ------------------------------- | ----------------------- | -- | - | -- | --------- | ---------------------------------------------------------------------------------------- |
| 1889/90 | Берлін                          | Курт фон Барделебен     | 2  | 1 | 1  | 2½−1½     |                                                                                          |
| 1889/90 | Лейпциг                         | Жак Мізес               | 5  | 0 | 3  | 6½−1½     |                                                                                          |
| 1890    | Ліверпуль                       | Генрі Берд              | 7  | 2 | 3  | 8½−3½     |                                                                                          |
| 1890    | Манчестер                       | Н. Т. Міньяті           | 3  | 0 | 2  | 4—1       |                                                                                          |
| 1891    | Відень                          | Бертольд Енґліш         | 2  | 0 | 3  | 3½−1½     |                                                                                          |
| 1891    | Лондон                          | Френсіс Джозеф Лі       | 1  | 0 | 1  | 1½−½      |                                                                                          |
| 1892    | Лондон                          | Джозеф Генрі Блекберн   | 6  | 0 | 4  | 8—2       |                                                                                          |
| 1892    | Ньюкасл                         | Генрі Берд              | 5  | 0 | 0  | 5—0       |                                                                                          |
| 1892/93 | Логанспорт і Кокомо (Індіана)   | Джексон Віппс Шовальтер | 6  | 2 | 2  | 7—3       |                                                                                          |
| 1893    | Гавана                          | Селсо Гольмайо          | 2  | 0 | 1  | 2½−½      |                                                                                          |
| 1893    | Гавана                          | Андрес Клементе Васкес  | 3  | 0 | 0  | 3−0       |                                                                                          |
| 1893    | Гавана                          | А. Понце                | 2  | 0 | 0  | 2—0       |                                                                                          |
| 1893    | Нью-Йорк                        | Альфред Еттлінгер       | 5  | 0 | 0  | 5—0       |                                                                                          |
| 1894    | Нью-Йорк, Філадельфія, Монреаль | Вільгельм Стейніц       | 10 | 5 | 4  | 12—7      | Матч на першість світу, грали до десяти перемог.                                         |
| 1896/97 | Москва                          | Вільгельм Стейніц       | 10 | 2 | 5  | 12½—4½    | Матч на першість світу, грали до десяти перемог.                                         |
| 1901    | Манчестер                       | Давид Яновський         | 1  | 0 | 1  | 1½—0½     |                                                                                          |
| 1903    | Брайтон                         | Михайло Чигорін         | 1  | 2 | 3  | 2½—3½     | Тематичний матч, всі партії грали гамбітом Райса.                                        |
| 1907    | Різні міста США                 | Френк Маршалл           | 8  | 0 | 7  | 11½—3½    | Матч на першість світу, грали до восьми перемог.                                         |
| 1908    | Мюнхен, Дюссельдорф             | Зіґберт Тарраш          | 8  | 3 | 5  | 10½—5½    | Матч на першість світу                                                                   |
| 1908    | Амстердам                       | Абрахам Спейєр          | 2  | 0 | 1  | 2½—½      |                                                                                          |
| 1909    | Париж                           | Давид Яновський         | 2  | 0 | 2  | 2—2       |                                                                                          |
| 1909    | Париж                           | Давид Яновський         | 7  | 1 | 2  | 8—2       |                                                                                          |
| 1910    | Відень, Берлін                  | Карл Шлехтер            | 1  | 1 | 8  | 5—5       | Матч на першість світу.                                                                  |
| 1910    | Берлін                          | Давид Яновський         | 8  | 0 | 3  | 9½—1½     | Матч на першість світу                                                                   |
| 1916    | Берлін                          | Зіґберт Тарраш          | 5  | 0 | 1  | 5½—½      |                                                                                          |
| 1921    | Гавана                          | Хосе Рауль Капабланка   | 0  | 4 | 10 | 5—9       | Матч на першість світу, грали на більшість з 24 партій, але Ласкер здав його достроково. |

### Результати особистих зустрічей з найсильнішими шахістами 1889—1936
| Противник             | Період зустрічей | +  | − | =  |
| --------------------- | ---------------- | -- | - | -- |
| Олександр Алехін      | 1912—1936        | 3  | 1 | 4  |
| Курт фон Барделебен   | 1889—1895        | 3  | 2 | 1  |
| Амос Берн             | 1889—1909        | 3  | 0 | 1  |
| Йосип Бернштейн       | 1909—1940        | 3  | 2 | 1  |
| Генрі Берд            | 1890—1899        | 17 | 3 | 3  |
| Джозеф Блекберн       | 1892—1914        | 11 | 2 | 4  |
| Юхим Боголюбов        | 1923—1936        | 5  | 1 | 2  |
| Михайло Ботвинник     | 1935—1936        | 0  | 1 | 3  |
| Ісидор Гунсберг       | 1889—1914        | 4  | 0 | 1  |
| Юджин Делмар          | 1892—1904        | 6  | 0 | 1  |
| Фредерік Єйтс         | 1924—1925        | 2  | 0 | 1  |
| Еттлінгер             | 1892—1893        | 6  | 0 | 0  |
| Хосе Рауль Капабланка | 1914—1936        | 2  | 6 | 16 |
| Григорій Левенфіш     | 1924—1936        | 1  | 1 | 3  |
| Георг Марко           | 1890—1904        | 4  | 0 | 2  |
| Геза Мароці           | 1896—1924        | 4  | 0 | 2  |
| Френк Маршалл         | 1900—1940        | 12 | 2 | 11 |
| Жак Мізес             | 1889—1909        | 9  | 0 | 4  |
| Мініатті              | 1890—1890        | 4  | 0 | 1  |

| Противник               | Період зустрічей | +  | − | =  |
| ----------------------- | ---------------- | -- | - | -- |
| Джеймс Мезон            | 1889—1900        | 3  | 0 | 5  |
| Гаррі Нельсон Пільсбері | 1893—1904        | 5  | 5 | 4  |
| Ріхард Реті             | 1923—1925        | 3  | 0 | 1  |
| Петро Романовський      | 1924—1935        | 2  | 0 | 2  |
| Акіба Рубінштейн        | 1909—1925        | 2  | 1 | 4  |
| Абрагам Спеєр           | 1908—1909        | 3  | 0 | 1  |
| Вільгельм Стейніц       | 1894—1899        | 26 | 8 | 12 |
| Зіґберт Тарраш          | 1895—1923        | 18 | 4 | 8  |
| Ксавери Тартаковер      | 1909—1936        | 3  | 1 | 3  |
| Саломон Флор            | 1934—1936        | 0  | 2 | 3  |
| Джеймс Генем            | 1892—1901        | 4  | 0 | 0  |
| Альберт Годжес          | 1892—1904        | 4  | 1 | 0  |
| Ріхард Тайхманн         | 1895—1909        | 4  | 0 | 0  |
| Михайло Чигорін         | 1895—1904        | 10 | 3 | 7  |
| Карл Шлехтер            | 1895—1918        | 5  | 2 | 12 |
| Джексон Шовальтер       | 1892—1904        | 13 | 2 | 3  |
| Рудольф Шпільман        | 1900—1935        | 1  | 0 | 4  |
| Макс Ейве               | 1923—1936        | 3  | 0 | 0  |
| Давид Яновський         | 1895—1924        | 26 | 4 | 7  |

## Етюди
|   | a | b | c | d | e | f | g | h |   |
| 8 | a8 білий король · c7 білий пішак · h7 біла тура · a5 чорний король · c2 чорна тура · h2 чорний пішак | a8 білий король · c7 білий пішак · h7 біла тура · a5 чорний король · c2 чорна тура · h2 чорний пішак | a8 білий король · c7 білий пішак · h7 біла тура · a5 чорний король · c2 чорна тура · h2 чорний пішак | a8 білий король · c7 білий пішак · h7 біла тура · a5 чорний король · c2 чорна тура · h2 чорний пішак | a8 білий король · c7 білий пішак · h7 біла тура · a5 чорний король · c2 чорна тура · h2 чорний пішак | a8 білий король · c7 білий пішак · h7 біла тура · a5 чорний король · c2 чорна тура · h2 чорний пішак | a8 білий король · c7 білий пішак · h7 біла тура · a5 чорний король · c2 чорна тура · h2 чорний пішак | a8 білий король · c7 білий пішак · h7 біла тура · a5 чорний король · c2 чорна тура · h2 чорний пішак | 8 |
| 7 | a8 білий король · c7 білий пішак · h7 біла тура · a5 чорний король · c2 чорна тура · h2 чорний пішак | a8 білий король · c7 білий пішак · h7 біла тура · a5 чорний король · c2 чорна тура · h2 чорний пішак | a8 білий король · c7 білий пішак · h7 біла тура · a5 чорний король · c2 чорна тура · h2 чорний пішак | a8 білий король · c7 білий пішак · h7 біла тура · a5 чорний король · c2 чорна тура · h2 чорний пішак | a8 білий король · c7 білий пішак · h7 біла тура · a5 чорний король · c2 чорна тура · h2 чорний пішак | a8 білий король · c7 білий пішак · h7 біла тура · a5 чорний король · c2 чорна тура · h2 чорний пішак | a8 білий король · c7 білий пішак · h7 біла тура · a5 чорний король · c2 чорна тура · h2 чорний пішак | a8 білий король · c7 білий пішак · h7 біла тура · a5 чорний король · c2 чорна тура · h2 чорний пішак | 7 |
| 6 | a8 білий король · c7 білий пішак · h7 біла тура · a5 чорний король · c2 чорна тура · h2 чорний пішак | a8 білий король · c7 білий пішак · h7 біла тура · a5 чорний король · c2 чорна тура · h2 чорний пішак | a8 білий король · c7 білий пішак · h7 біла тура · a5 чорний король · c2 чорна тура · h2 чорний пішак | a8 білий король · c7 білий пішак · h7 біла тура · a5 чорний король · c2 чорна тура · h2 чорний пішак | a8 білий король · c7 білий пішак · h7 біла тура · a5 чорний король · c2 чорна тура · h2 чорний пішак | a8 білий король · c7 білий пішак · h7 біла тура · a5 чорний король · c2 чорна тура · h2 чорний пішак | a8 білий король · c7 білий пішак · h7 біла тура · a5 чорний король · c2 чорна тура · h2 чорний пішак | a8 білий король · c7 білий пішак · h7 біла тура · a5 чорний король · c2 чорна тура · h2 чорний пішак | 6 |
| 5 | a8 білий король · c7 білий пішак · h7 біла тура · a5 чорний король · c2 чорна тура · h2 чорний пішак | a8 білий король · c7 білий пішак · h7 біла тура · a5 чорний король · c2 чорна тура · h2 чорний пішак | a8 білий король · c7 білий пішак · h7 біла тура · a5 чорний король · c2 чорна тура · h2 чорний пішак | a8 білий король · c7 білий пішак · h7 біла тура · a5 чорний король · c2 чорна тура · h2 чорний пішак | a8 білий король · c7 білий пішак · h7 біла тура · a5 чорний король · c2 чорна тура · h2 чорний пішак | a8 білий король · c7 білий пішак · h7 біла тура · a5 чорний король · c2 чорна тура · h2 чорний пішак | a8 білий король · c7 білий пішак · h7 біла тура · a5 чорний король · c2 чорна тура · h2 чорний пішак | a8 білий король · c7 білий пішак · h7 біла тура · a5 чорний король · c2 чорна тура · h2 чорний пішак | 5 |
| 4 | a8 білий король · c7 білий пішак · h7 біла тура · a5 чорний король · c2 чорна тура · h2 чорний пішак | a8 білий король · c7 білий пішак · h7 біла тура · a5 чорний король · c2 чорна тура · h2 чорний пішак | a8 білий король · c7 білий пішак · h7 біла тура · a5 чорний король · c2 чорна тура · h2 чорний пішак | a8 білий король · c7 білий пішак · h7 біла тура · a5 чорний король · c2 чорна тура · h2 чорний пішак | a8 білий король · c7 білий пішак · h7 біла тура · a5 чорний король · c2 чорна тура · h2 чорний пішак | a8 білий король · c7 білий пішак · h7 біла тура · a5 чорний король · c2 чорна тура · h2 чорний пішак | a8 білий король · c7 білий пішак · h7 біла тура · a5 чорний король · c2 чорна тура · h2 чорний пішак | a8 білий король · c7 білий пішак · h7 біла тура · a5 чорний король · c2 чорна тура · h2 чорний пішак | 4 |
| 3 | a8 білий король · c7 білий пішак · h7 біла тура · a5 чорний король · c2 чорна тура · h2 чорний пішак | a8 білий король · c7 білий пішак · h7 біла тура · a5 чорний король · c2 чорна тура · h2 чорний пішак | a8 білий король · c7 білий пішак · h7 біла тура · a5 чорний король · c2 чорна тура · h2 чорний пішак | a8 білий король · c7 білий пішак · h7 біла тура · a5 чорний король · c2 чорна тура · h2 чорний пішак | a8 білий король · c7 білий пішак · h7 біла тура · a5 чорний король · c2 чорна тура · h2 чорний пішак | a8 білий король · c7 білий пішак · h7 біла тура · a5 чорний король · c2 чорна тура · h2 чорний пішак | a8 білий король · c7 білий пішак · h7 біла тура · a5 чорний король · c2 чорна тура · h2 чорний пішак | a8 білий король · c7 білий пішак · h7 біла тура · a5 чорний король · c2 чорна тура · h2 чорний пішак | 3 |
| 2 | a8 білий король · c7 білий пішак · h7 біла тура · a5 чорний король · c2 чорна тура · h2 чорний пішак | a8 білий король · c7 білий пішак · h7 біла тура · a5 чорний король · c2 чорна тура · h2 чорний пішак | a8 білий король · c7 білий пішак · h7 біла тура · a5 чорний король · c2 чорна тура · h2 чорний пішак | a8 білий король · c7 білий пішак · h7 біла тура · a5 чорний король · c2 чорна тура · h2 чорний пішак | a8 білий король · c7 білий пішак · h7 біла тура · a5 чорний король · c2 чорна тура · h2 чорний пішак | a8 білий король · c7 білий пішак · h7 біла тура · a5 чорний король · c2 чорна тура · h2 чорний пішак | a8 білий король · c7 білий пішак · h7 біла тура · a5 чорний король · c2 чорна тура · h2 чорний пішак | a8 білий король · c7 білий пішак · h7 біла тура · a5 чорний король · c2 чорна тура · h2 чорний пішак | 2 |
| 1 | a8 білий король · c7 білий пішак · h7 біла тура · a5 чорний король · c2 чорна тура · h2 чорний пішак | a8 білий король · c7 білий пішак · h7 біла тура · a5 чорний король · c2 чорна тура · h2 чорний пішак | a8 білий король · c7 білий пішак · h7 біла тура · a5 чорний король · c2 чорна тура · h2 чорний пішак | a8 білий король · c7 білий пішак · h7 біла тура · a5 чорний король · c2 чорна тура · h2 чорний пішак | a8 білий король · c7 білий пішак · h7 біла тура · a5 чорний король · c2 чорна тура · h2 чорний пішак | a8 білий король · c7 білий пішак · h7 біла тура · a5 чорний король · c2 чорна тура · h2 чорний пішак | a8 білий король · c7 білий пішак · h7 біла тура · a5 чорний король · c2 чорна тура · h2 чорний пішак | a8 білий король · c7 білий пішак · h7 біла тура · a5 чорний король · c2 чорна тура · h2 чорний пішак | 1 |
|   | a | b | c | d | e | f | g | h |   |

1.Крb7(b8) Тb2+ 2.Кра7 Тс2 3.Тһ5+ Кра4!  Чорний король може ходити лише по вертикалі a. Якщо він відступить на лінію b, то білі легко виграють, зігравши Крb7.

4.Крb7(b6) Тb2+ 5.Кра6 Тс2 6.Тһ4+ Кра3! 7.Крb6 Тb2+

8.Кра5 Тс2 9.Тһ3+ Кра2 10.Т:h2!, і білі виграють. Цей етюд дотепер вважається класичним і породив безліч наслідувань
|   | a | b | c | d | e | f | g | h |   |
| 8 | e8 білий король · f8 білий кінь · h8 білий кінь · c3 білий пішак · b1 чорний кінь · f1 чорний король | e8 білий король · f8 білий кінь · h8 білий кінь · c3 білий пішак · b1 чорний кінь · f1 чорний король | e8 білий король · f8 білий кінь · h8 білий кінь · c3 білий пішак · b1 чорний кінь · f1 чорний король | e8 білий король · f8 білий кінь · h8 білий кінь · c3 білий пішак · b1 чорний кінь · f1 чорний король | e8 білий король · f8 білий кінь · h8 білий кінь · c3 білий пішак · b1 чорний кінь · f1 чорний король | e8 білий король · f8 білий кінь · h8 білий кінь · c3 білий пішак · b1 чорний кінь · f1 чорний король | e8 білий король · f8 білий кінь · h8 білий кінь · c3 білий пішак · b1 чорний кінь · f1 чорний король | e8 білий король · f8 білий кінь · h8 білий кінь · c3 білий пішак · b1 чорний кінь · f1 чорний король | 8 |
| 7 | e8 білий король · f8 білий кінь · h8 білий кінь · c3 білий пішак · b1 чорний кінь · f1 чорний король | e8 білий король · f8 білий кінь · h8 білий кінь · c3 білий пішак · b1 чорний кінь · f1 чорний король | e8 білий король · f8 білий кінь · h8 білий кінь · c3 білий пішак · b1 чорний кінь · f1 чорний король | e8 білий король · f8 білий кінь · h8 білий кінь · c3 білий пішак · b1 чорний кінь · f1 чорний король | e8 білий король · f8 білий кінь · h8 білий кінь · c3 білий пішак · b1 чорний кінь · f1 чорний король | e8 білий король · f8 білий кінь · h8 білий кінь · c3 білий пішак · b1 чорний кінь · f1 чорний король | e8 білий король · f8 білий кінь · h8 білий кінь · c3 білий пішак · b1 чорний кінь · f1 чорний король | e8 білий король · f8 білий кінь · h8 білий кінь · c3 білий пішак · b1 чорний кінь · f1 чорний король | 7 |
| 6 | e8 білий король · f8 білий кінь · h8 білий кінь · c3 білий пішак · b1 чорний кінь · f1 чорний король | e8 білий король · f8 білий кінь · h8 білий кінь · c3 білий пішак · b1 чорний кінь · f1 чорний король | e8 білий король · f8 білий кінь · h8 білий кінь · c3 білий пішак · b1 чорний кінь · f1 чорний король | e8 білий король · f8 білий кінь · h8 білий кінь · c3 білий пішак · b1 чорний кінь · f1 чорний король | e8 білий король · f8 білий кінь · h8 білий кінь · c3 білий пішак · b1 чорний кінь · f1 чорний король | e8 білий король · f8 білий кінь · h8 білий кінь · c3 білий пішак · b1 чорний кінь · f1 чорний король | e8 білий король · f8 білий кінь · h8 білий кінь · c3 білий пішак · b1 чорний кінь · f1 чорний король | e8 білий король · f8 білий кінь · h8 білий кінь · c3 білий пішак · b1 чорний кінь · f1 чорний король | 6 |
| 5 | e8 білий король · f8 білий кінь · h8 білий кінь · c3 білий пішак · b1 чорний кінь · f1 чорний король | e8 білий король · f8 білий кінь · h8 білий кінь · c3 білий пішак · b1 чорний кінь · f1 чорний король | e8 білий король · f8 білий кінь · h8 білий кінь · c3 білий пішак · b1 чорний кінь · f1 чорний король | e8 білий король · f8 білий кінь · h8 білий кінь · c3 білий пішак · b1 чорний кінь · f1 чорний король | e8 білий король · f8 білий кінь · h8 білий кінь · c3 білий пішак · b1 чорний кінь · f1 чорний король | e8 білий король · f8 білий кінь · h8 білий кінь · c3 білий пішак · b1 чорний кінь · f1 чорний король | e8 білий король · f8 білий кінь · h8 білий кінь · c3 білий пішак · b1 чорний кінь · f1 чорний король | e8 білий король · f8 білий кінь · h8 білий кінь · c3 білий пішак · b1 чорний кінь · f1 чорний король | 5 |
| 4 | e8 білий король · f8 білий кінь · h8 білий кінь · c3 білий пішак · b1 чорний кінь · f1 чорний король | e8 білий король · f8 білий кінь · h8 білий кінь · c3 білий пішак · b1 чорний кінь · f1 чорний король | e8 білий король · f8 білий кінь · h8 білий кінь · c3 білий пішак · b1 чорний кінь · f1 чорний король | e8 білий король · f8 білий кінь · h8 білий кінь · c3 білий пішак · b1 чорний кінь · f1 чорний король | e8 білий король · f8 білий кінь · h8 білий кінь · c3 білий пішак · b1 чорний кінь · f1 чорний король | e8 білий король · f8 білий кінь · h8 білий кінь · c3 білий пішак · b1 чорний кінь · f1 чорний король | e8 білий король · f8 білий кінь · h8 білий кінь · c3 білий пішак · b1 чорний кінь · f1 чорний король | e8 білий король · f8 білий кінь · h8 білий кінь · c3 білий пішак · b1 чорний кінь · f1 чорний король | 4 |
| 3 | e8 білий король · f8 білий кінь · h8 білий кінь · c3 білий пішак · b1 чорний кінь · f1 чорний король | e8 білий король · f8 білий кінь · h8 білий кінь · c3 білий пішак · b1 чорний кінь · f1 чорний король | e8 білий король · f8 білий кінь · h8 білий кінь · c3 білий пішак · b1 чорний кінь · f1 чорний король | e8 білий король · f8 білий кінь · h8 білий кінь · c3 білий пішак · b1 чорний кінь · f1 чорний король | e8 білий король · f8 білий кінь · h8 білий кінь · c3 білий пішак · b1 чорний кінь · f1 чорний король | e8 білий король · f8 білий кінь · h8 білий кінь · c3 білий пішак · b1 чорний кінь · f1 чорний король | e8 білий король · f8 білий кінь · h8 білий кінь · c3 білий пішак · b1 чорний кінь · f1 чорний король | e8 білий король · f8 білий кінь · h8 білий кінь · c3 білий пішак · b1 чорний кінь · f1 чорний король | 3 |
| 2 | e8 білий король · f8 білий кінь · h8 білий кінь · c3 білий пішак · b1 чорний кінь · f1 чорний король | e8 білий король · f8 білий кінь · h8 білий кінь · c3 білий пішак · b1 чорний кінь · f1 чорний король | e8 білий король · f8 білий кінь · h8 білий кінь · c3 білий пішак · b1 чорний кінь · f1 чорний король | e8 білий король · f8 білий кінь · h8 білий кінь · c3 білий пішак · b1 чорний кінь · f1 чорний король | e8 білий король · f8 білий кінь · h8 білий кінь · c3 білий пішак · b1 чорний кінь · f1 чорний король | e8 білий король · f8 білий кінь · h8 білий кінь · c3 білий пішак · b1 чорний кінь · f1 чорний король | e8 білий король · f8 білий кінь · h8 білий кінь · c3 білий пішак · b1 чорний кінь · f1 чорний король | e8 білий король · f8 білий кінь · h8 білий кінь · c3 білий пішак · b1 чорний кінь · f1 чорний король | 2 |
| 1 | e8 білий король · f8 білий кінь · h8 білий кінь · c3 білий пішак · b1 чорний кінь · f1 чорний король | e8 білий король · f8 білий кінь · h8 білий кінь · c3 білий пішак · b1 чорний кінь · f1 чорний король | e8 білий король · f8 білий кінь · h8 білий кінь · c3 білий пішак · b1 чорний кінь · f1 чорний король | e8 білий король · f8 білий кінь · h8 білий кінь · c3 білий пішак · b1 чорний кінь · f1 чорний король | e8 білий король · f8 білий кінь · h8 білий кінь · c3 білий пішак · b1 чорний кінь · f1 чорний король | e8 білий король · f8 білий кінь · h8 білий кінь · c3 білий пішак · b1 чорний кінь · f1 чорний король | e8 білий король · f8 білий кінь · h8 білий кінь · c3 білий пішак · b1 чорний кінь · f1 чорний король | e8 білий король · f8 білий кінь · h8 білий кінь · c3 білий пішак · b1 чорний кінь · f1 чорний король | 1 |
|   | a | b | c | d | e | f | g | h |   |

1.c4 Кd2 2.c5 Кb3 3.c6 Кd4 4.c7 Кb5 5.c8К! і три коня згідно з теорією виграють проти одного.
|   | a | b | c | d | e | f | g | h |   |
| 8 | f8 чорна тура · h8 чорний король · f7 білий слон · e6 білий король · f6 чорний пішак · g6 білий ферзь · h6 чорний пішак · f5 білий пішак · g5 чорний слон · c2 чорний пішак | f8 чорна тура · h8 чорний король · f7 білий слон · e6 білий король · f6 чорний пішак · g6 білий ферзь · h6 чорний пішак · f5 білий пішак · g5 чорний слон · c2 чорний пішак | f8 чорна тура · h8 чорний король · f7 білий слон · e6 білий король · f6 чорний пішак · g6 білий ферзь · h6 чорний пішак · f5 білий пішак · g5 чорний слон · c2 чорний пішак | f8 чорна тура · h8 чорний король · f7 білий слон · e6 білий король · f6 чорний пішак · g6 білий ферзь · h6 чорний пішак · f5 білий пішак · g5 чорний слон · c2 чорний пішак | f8 чорна тура · h8 чорний король · f7 білий слон · e6 білий король · f6 чорний пішак · g6 білий ферзь · h6 чорний пішак · f5 білий пішак · g5 чорний слон · c2 чорний пішак | f8 чорна тура · h8 чорний король · f7 білий слон · e6 білий король · f6 чорний пішак · g6 білий ферзь · h6 чорний пішак · f5 білий пішак · g5 чорний слон · c2 чорний пішак | f8 чорна тура · h8 чорний король · f7 білий слон · e6 білий король · f6 чорний пішак · g6 білий ферзь · h6 чорний пішак · f5 білий пішак · g5 чорний слон · c2 чорний пішак | f8 чорна тура · h8 чорний король · f7 білий слон · e6 білий король · f6 чорний пішак · g6 білий ферзь · h6 чорний пішак · f5 білий пішак · g5 чорний слон · c2 чорний пішак | 8 |
| 7 | f8 чорна тура · h8 чорний король · f7 білий слон · e6 білий король · f6 чорний пішак · g6 білий ферзь · h6 чорний пішак · f5 білий пішак · g5 чорний слон · c2 чорний пішак | f8 чорна тура · h8 чорний король · f7 білий слон · e6 білий король · f6 чорний пішак · g6 білий ферзь · h6 чорний пішак · f5 білий пішак · g5 чорний слон · c2 чорний пішак | f8 чорна тура · h8 чорний король · f7 білий слон · e6 білий король · f6 чорний пішак · g6 білий ферзь · h6 чорний пішак · f5 білий пішак · g5 чорний слон · c2 чорний пішак | f8 чорна тура · h8 чорний король · f7 білий слон · e6 білий король · f6 чорний пішак · g6 білий ферзь · h6 чорний пішак · f5 білий пішак · g5 чорний слон · c2 чорний пішак | f8 чорна тура · h8 чорний король · f7 білий слон · e6 білий король · f6 чорний пішак · g6 білий ферзь · h6 чорний пішак · f5 білий пішак · g5 чорний слон · c2 чорний пішак | f8 чорна тура · h8 чорний король · f7 білий слон · e6 білий король · f6 чорний пішак · g6 білий ферзь · h6 чорний пішак · f5 білий пішак · g5 чорний слон · c2 чорний пішак | f8 чорна тура · h8 чорний король · f7 білий слон · e6 білий король · f6 чорний пішак · g6 білий ферзь · h6 чорний пішак · f5 білий пішак · g5 чорний слон · c2 чорний пішак | f8 чорна тура · h8 чорний король · f7 білий слон · e6 білий король · f6 чорний пішак · g6 білий ферзь · h6 чорний пішак · f5 білий пішак · g5 чорний слон · c2 чорний пішак | 7 |
| 6 | f8 чорна тура · h8 чорний король · f7 білий слон · e6 білий король · f6 чорний пішак · g6 білий ферзь · h6 чорний пішак · f5 білий пішак · g5 чорний слон · c2 чорний пішак | f8 чорна тура · h8 чорний король · f7 білий слон · e6 білий король · f6 чорний пішак · g6 білий ферзь · h6 чорний пішак · f5 білий пішак · g5 чорний слон · c2 чорний пішак | f8 чорна тура · h8 чорний король · f7 білий слон · e6 білий король · f6 чорний пішак · g6 білий ферзь · h6 чорний пішак · f5 білий пішак · g5 чорний слон · c2 чорний пішак | f8 чорна тура · h8 чорний король · f7 білий слон · e6 білий король · f6 чорний пішак · g6 білий ферзь · h6 чорний пішак · f5 білий пішак · g5 чорний слон · c2 чорний пішак | f8 чорна тура · h8 чорний король · f7 білий слон · e6 білий король · f6 чорний пішак · g6 білий ферзь · h6 чорний пішак · f5 білий пішак · g5 чорний слон · c2 чорний пішак | f8 чорна тура · h8 чорний король · f7 білий слон · e6 білий король · f6 чорний пішак · g6 білий ферзь · h6 чорний пішак · f5 білий пішак · g5 чорний слон · c2 чорний пішак | f8 чорна тура · h8 чорний король · f7 білий слон · e6 білий король · f6 чорний пішак · g6 білий ферзь · h6 чорний пішак · f5 білий пішак · g5 чорний слон · c2 чорний пішак | f8 чорна тура · h8 чорний король · f7 білий слон · e6 білий король · f6 чорний пішак · g6 білий ферзь · h6 чорний пішак · f5 білий пішак · g5 чорний слон · c2 чорний пішак | 6 |
| 5 | f8 чорна тура · h8 чорний король · f7 білий слон · e6 білий король · f6 чорний пішак · g6 білий ферзь · h6 чорний пішак · f5 білий пішак · g5 чорний слон · c2 чорний пішак | f8 чорна тура · h8 чорний король · f7 білий слон · e6 білий король · f6 чорний пішак · g6 білий ферзь · h6 чорний пішак · f5 білий пішак · g5 чорний слон · c2 чорний пішак | f8 чорна тура · h8 чорний король · f7 білий слон · e6 білий король · f6 чорний пішак · g6 білий ферзь · h6 чорний пішак · f5 білий пішак · g5 чорний слон · c2 чорний пішак | f8 чорна тура · h8 чорний король · f7 білий слон · e6 білий король · f6 чорний пішак · g6 білий ферзь · h6 чорний пішак · f5 білий пішак · g5 чорний слон · c2 чорний пішак | f8 чорна тура · h8 чорний король · f7 білий слон · e6 білий король · f6 чорний пішак · g6 білий ферзь · h6 чорний пішак · f5 білий пішак · g5 чорний слон · c2 чорний пішак | f8 чорна тура · h8 чорний король · f7 білий слон · e6 білий король · f6 чорний пішак · g6 білий ферзь · h6 чорний пішак · f5 білий пішак · g5 чорний слон · c2 чорний пішак | f8 чорна тура · h8 чорний король · f7 білий слон · e6 білий король · f6 чорний пішак · g6 білий ферзь · h6 чорний пішак · f5 білий пішак · g5 чорний слон · c2 чорний пішак | f8 чорна тура · h8 чорний король · f7 білий слон · e6 білий король · f6 чорний пішак · g6 білий ферзь · h6 чорний пішак · f5 білий пішак · g5 чорний слон · c2 чорний пішак | 5 |
| 4 | f8 чорна тура · h8 чорний король · f7 білий слон · e6 білий король · f6 чорний пішак · g6 білий ферзь · h6 чорний пішак · f5 білий пішак · g5 чорний слон · c2 чорний пішак | f8 чорна тура · h8 чорний король · f7 білий слон · e6 білий король · f6 чорний пішак · g6 білий ферзь · h6 чорний пішак · f5 білий пішак · g5 чорний слон · c2 чорний пішак | f8 чорна тура · h8 чорний король · f7 білий слон · e6 білий король · f6 чорний пішак · g6 білий ферзь · h6 чорний пішак · f5 білий пішак · g5 чорний слон · c2 чорний пішак | f8 чорна тура · h8 чорний король · f7 білий слон · e6 білий король · f6 чорний пішак · g6 білий ферзь · h6 чорний пішак · f5 білий пішак · g5 чорний слон · c2 чорний пішак | f8 чорна тура · h8 чорний король · f7 білий слон · e6 білий король · f6 чорний пішак · g6 білий ферзь · h6 чорний пішак · f5 білий пішак · g5 чорний слон · c2 чорний пішак | f8 чорна тура · h8 чорний король · f7 білий слон · e6 білий король · f6 чорний пішак · g6 білий ферзь · h6 чорний пішак · f5 білий пішак · g5 чорний слон · c2 чорний пішак | f8 чорна тура · h8 чорний король · f7 білий слон · e6 білий король · f6 чорний пішак · g6 білий ферзь · h6 чорний пішак · f5 білий пішак · g5 чорний слон · c2 чорний пішак | f8 чорна тура · h8 чорний король · f7 білий слон · e6 білий король · f6 чорний пішак · g6 білий ферзь · h6 чорний пішак · f5 білий пішак · g5 чорний слон · c2 чорний пішак | 4 |
| 3 | f8 чорна тура · h8 чорний король · f7 білий слон · e6 білий король · f6 чорний пішак · g6 білий ферзь · h6 чорний пішак · f5 білий пішак · g5 чорний слон · c2 чорний пішак | f8 чорна тура · h8 чорний король · f7 білий слон · e6 білий король · f6 чорний пішак · g6 білий ферзь · h6 чорний пішак · f5 білий пішак · g5 чорний слон · c2 чорний пішак | f8 чорна тура · h8 чорний король · f7 білий слон · e6 білий король · f6 чорний пішак · g6 білий ферзь · h6 чорний пішак · f5 білий пішак · g5 чорний слон · c2 чорний пішак | f8 чорна тура · h8 чорний король · f7 білий слон · e6 білий король · f6 чорний пішак · g6 білий ферзь · h6 чорний пішак · f5 білий пішак · g5 чорний слон · c2 чорний пішак | f8 чорна тура · h8 чорний король · f7 білий слон · e6 білий король · f6 чорний пішак · g6 білий ферзь · h6 чорний пішак · f5 білий пішак · g5 чорний слон · c2 чорний пішак | f8 чорна тура · h8 чорний король · f7 білий слон · e6 білий король · f6 чорний пішак · g6 білий ферзь · h6 чорний пішак · f5 білий пішак · g5 чорний слон · c2 чорний пішак | f8 чорна тура · h8 чорний король · f7 білий слон · e6 білий король · f6 чорний пішак · g6 білий ферзь · h6 чорний пішак · f5 білий пішак · g5 чорний слон · c2 чорний пішак | f8 чорна тура · h8 чорний король · f7 білий слон · e6 білий король · f6 чорний пішак · g6 білий ферзь · h6 чорний пішак · f5 білий пішак · g5 чорний слон · c2 чорний пішак | 3 |
| 2 | f8 чорна тура · h8 чорний король · f7 білий слон · e6 білий король · f6 чорний пішак · g6 білий ферзь · h6 чорний пішак · f5 білий пішак · g5 чорний слон · c2 чорний пішак | f8 чорна тура · h8 чорний король · f7 білий слон · e6 білий король · f6 чорний пішак · g6 білий ферзь · h6 чорний пішак · f5 білий пішак · g5 чорний слон · c2 чорний пішак | f8 чорна тура · h8 чорний король · f7 білий слон · e6 білий король · f6 чорний пішак · g6 білий ферзь · h6 чорний пішак · f5 білий пішак · g5 чорний слон · c2 чорний пішак | f8 чорна тура · h8 чорний король · f7 білий слон · e6 білий король · f6 чорний пішак · g6 білий ферзь · h6 чорний пішак · f5 білий пішак · g5 чорний слон · c2 чорний пішак | f8 чорна тура · h8 чорний король · f7 білий слон · e6 білий король · f6 чорний пішак · g6 білий ферзь · h6 чорний пішак · f5 білий пішак · g5 чорний слон · c2 чорний пішак | f8 чорна тура · h8 чорний король · f7 білий слон · e6 білий король · f6 чорний пішак · g6 білий ферзь · h6 чорний пішак · f5 білий пішак · g5 чорний слон · c2 чорний пішак | f8 чорна тура · h8 чорний король · f7 білий слон · e6 білий король · f6 чорний пішак · g6 білий ферзь · h6 чорний пішак · f5 білий пішак · g5 чорний слон · c2 чорний пішак | f8 чорна тура · h8 чорний король · f7 білий слон · e6 білий король · f6 чорний пішак · g6 білий ферзь · h6 чорний пішак · f5 білий пішак · g5 чорний слон · c2 чорний пішак | 2 |
| 1 | f8 чорна тура · h8 чорний король · f7 білий слон · e6 білий король · f6 чорний пішак · g6 білий ферзь · h6 чорний пішак · f5 білий пішак · g5 чорний слон · c2 чорний пішак | f8 чорна тура · h8 чорний король · f7 білий слон · e6 білий король · f6 чорний пішак · g6 білий ферзь · h6 чорний пішак · f5 білий пішак · g5 чорний слон · c2 чорний пішак | f8 чорна тура · h8 чорний король · f7 білий слон · e6 білий король · f6 чорний пішак · g6 білий ферзь · h6 чорний пішак · f5 білий пішак · g5 чорний слон · c2 чорний пішак | f8 чорна тура · h8 чорний король · f7 білий слон · e6 білий король · f6 чорний пішак · g6 білий ферзь · h6 чорний пішак · f5 білий пішак · g5 чорний слон · c2 чорний пішак | f8 чорна тура · h8 чорний король · f7 білий слон · e6 білий король · f6 чорний пішак · g6 білий ферзь · h6 чорний пішак · f5 білий пішак · g5 чорний слон · c2 чорний пішак | f8 чорна тура · h8 чорний король · f7 білий слон · e6 білий король · f6 чорний пішак · g6 білий ферзь · h6 чорний пішак · f5 білий пішак · g5 чорний слон · c2 чорний пішак | f8 чорна тура · h8 чорний король · f7 білий слон · e6 білий король · f6 чорний пішак · g6 білий ферзь · h6 чорний пішак · f5 білий пішак · g5 чорний слон · c2 чорний пішак | f8 чорна тура · h8 чорний король · f7 білий слон · e6 білий король · f6 чорний пішак · g6 білий ферзь · h6 чорний пішак · f5 білий пішак · g5 чорний слон · c2 чорний пішак | 1 |
|   | a | b | c | d | e | f | g | h |   |

1.Сg8! Т:g8 2.Крf7! Т:g6 3.fg h5 4.g7+ Крh7 5.g8Ф+ Крh6 6.Фg6#